# Döbeln (stad)
Döbeln is een Große Kreisstadt in de Duitse deelstaat Saksen, gelegen in de Landkreis Mittelsachsen. De stad, die ook bekendstaat als Stiefelstadt (laarzenstad), telt 23.467 inwoners.

## Geografie
Döbeln ligt in het Middelsaksisch heuvelland, ongeveer in het midden tussen de steden Chemnitz, Dresden en Leipzig. De omgeving kenmerkt zich door de dalen van de Freiberger Mulde en haar zijrivier de Zschopau, en het omliggende heuvelachtige landschap met verscheidene oude kastelen en kasteelruïnes. 

### Stadsindeling

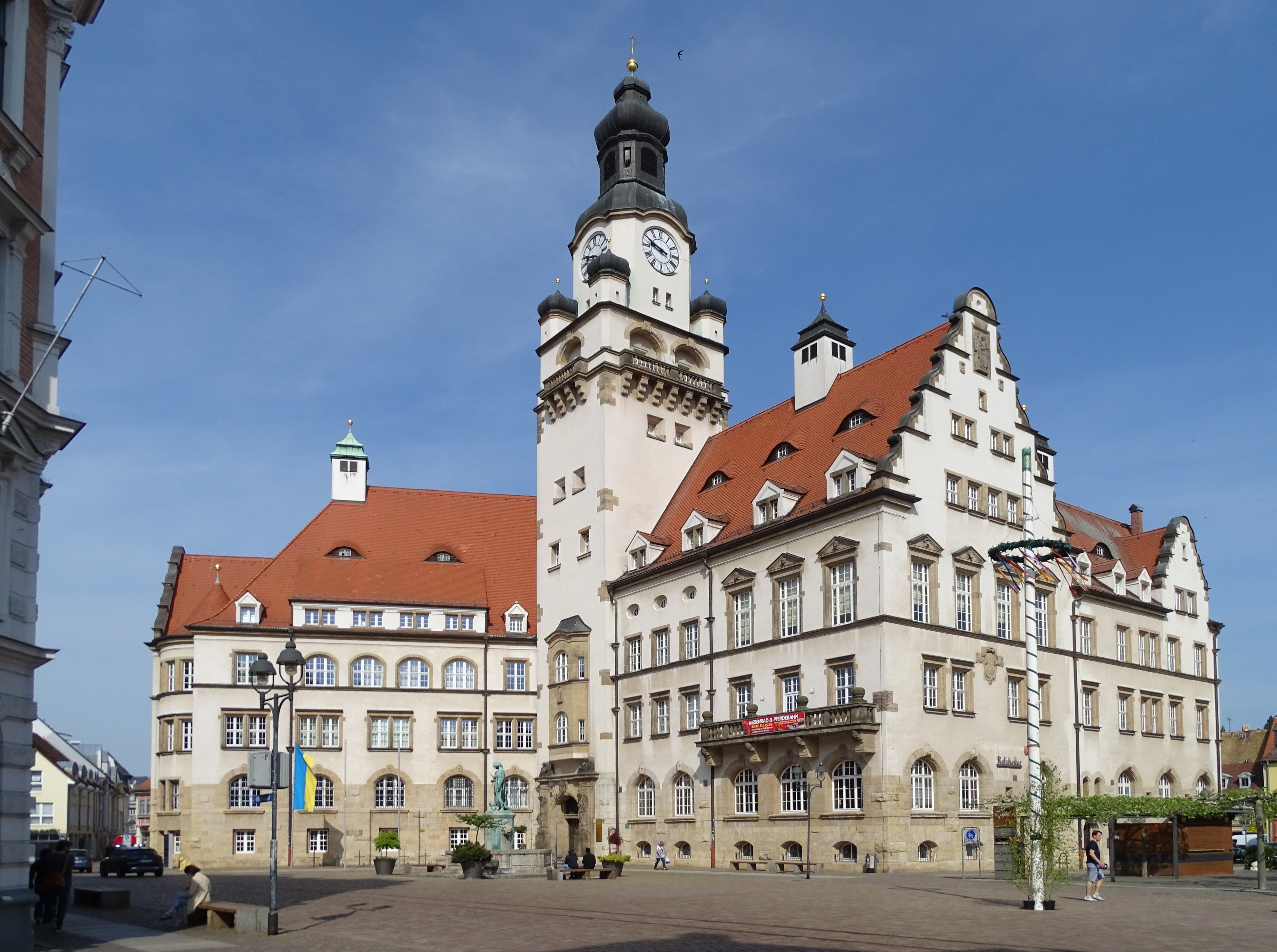
Stadhuis

Blijkens artikel 1, lid 2 t/m 5, van de op 23 maart 2021 voor het laatst gewijzigde hoofdgemeenteverordening (Hauptsatzung,) bestaat de gemeente uit de kernstad Döbeln en 4 Ortschaften, overeenkomende met vroegere gemeentes. Deze zijn bij herindelingen onderdeel van de gemeente Döbeln geworden.
De kernstad Döbeln  (oppervlakte volgens de gemeentewebsite 2.861 hectare) bestaat uit de traditionele binnenstad, waarvan het centrale deel op een riviereiland ligt en door twee armen van de Freiberger Mulde omsloten is, de vroegere dorpen Gärtitz, Großbauchlitz, Keuern, Kleinbauchlitz, Masten, Pommlitz, Sörmitz en Zschackwitz, alsmede de na 1950 nieuw gebouwde stadsdelen Döbeln-Ost I, Döbeln-Ost II en Döbeln-Nord.
De vier Ortschaften en de daarbinnen gelegen 38 Ortsteile zijn:
- Technitz, ten westen van Döbeln-stad, 409 hectare, 3 Ortsteile:
  - Technitz
  - Miera
  - Nöthschütz

- Ebersbach, ten zuiden van Döbeln-stad, 675 hectare, 4 Ortsteile:
  - Ebersbach
  - Mannsdorf
  - Neudorf
  - Neugreußnig

- Ziegra, ten zuidwesten van Döbeln-stad, 1.339 hectare, 8 Ortsteile:
  - Ziegra (met uitzondering van enige percelen grond)
  - Limmritz
  - Wöllsdorf
  - Pischwitz
  - Schweta (bij de monding van de Zschopau in de Freiberger Mulde)
  - Töpeln
  - Stockhausen
  - Forchheim

- Mochau, ten noordoosten van Döbeln-stad, 3.880 hectare, 23 Ortsteile: 
  - Beicha
  - Choren, 10 km ten OZO van de stad
  - Dreißig[4]
  - Geleitshäuser
  - Gertitzsch
  - Gödelitz
  - Großsteinbach
  - Juchhöh
  - Kleinmockritz
  - Leschen
  - Lüttewitz
  - Maltitz
  - Markritz
  - Meila
  - Mochau (in 2014 circa 2.300 inwoners)
  - Nelkanitz
  - Petersberg
  - Präbschütz
  - Prüfern
  - Schallhausen
  - Schweimnitz
  - Simselwitz
  - Theeschütz.

Verreweg de meeste van deze Ortsteile zijn agrarische of rondom een landgoed ontstane dorpjes met minder dan 500 inwoners.

### Naburige gemeentes
Buurgemeenten zijn Großweitzschen, de stad Roßwein en Waldheim, die alle in de Landkreis Mittelsachsen liggen. Ook Stauchitz, Lommatzsch en Nossen liggen alle drie niet ver ten oosten van Döbeln, in de Landkreis Meißen.

### Verkeer en vervoer

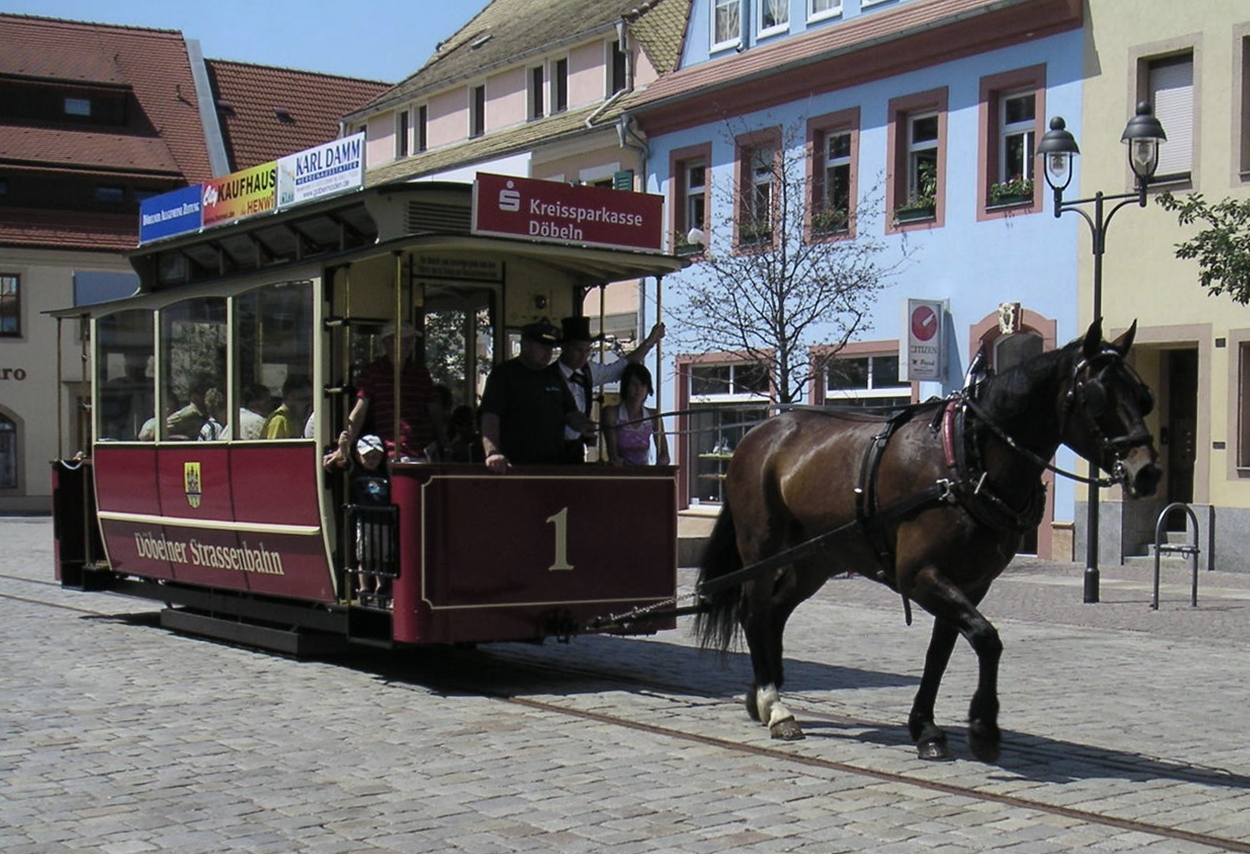
Paardentram
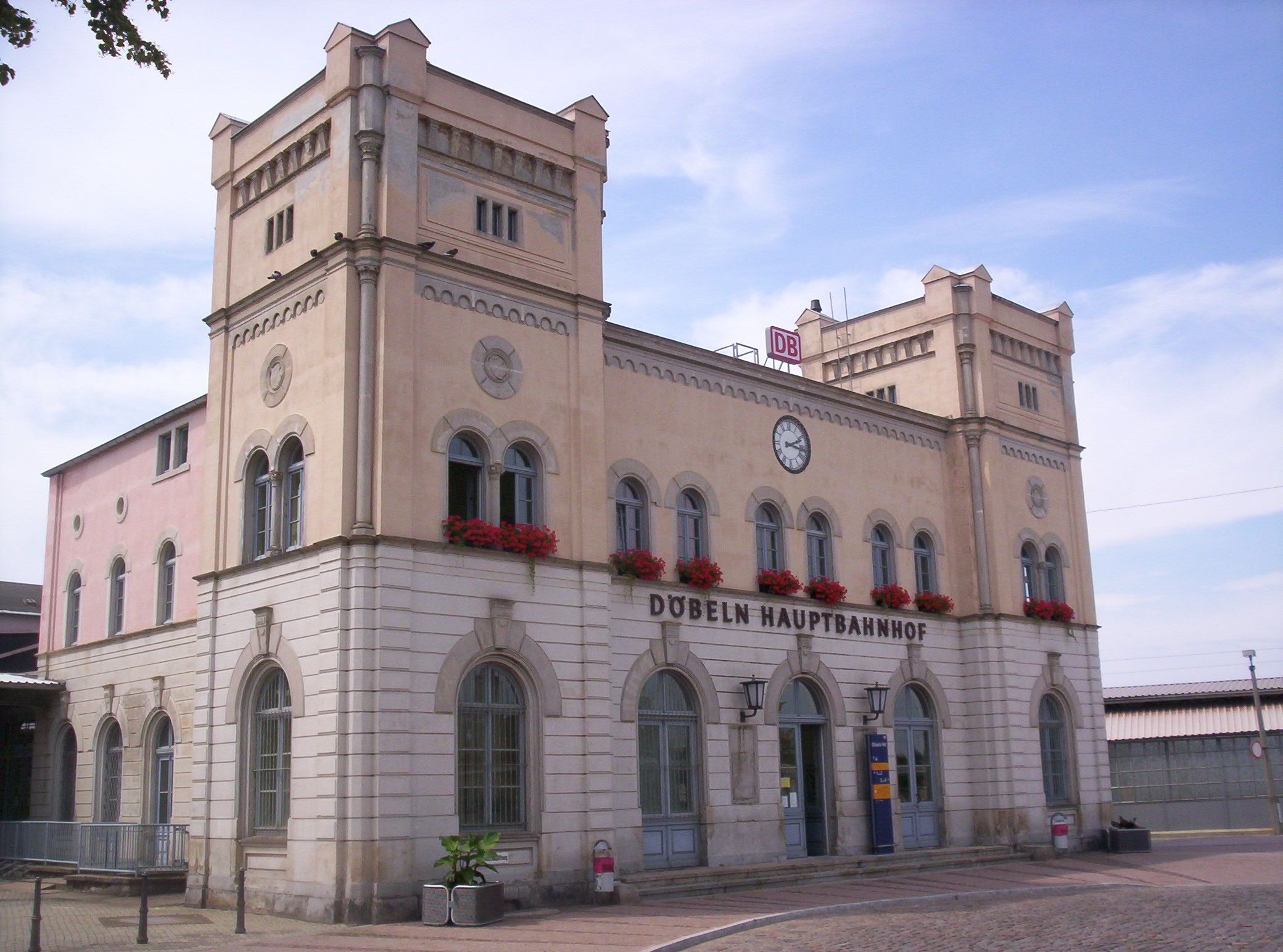
Stationsgebouw (1868)
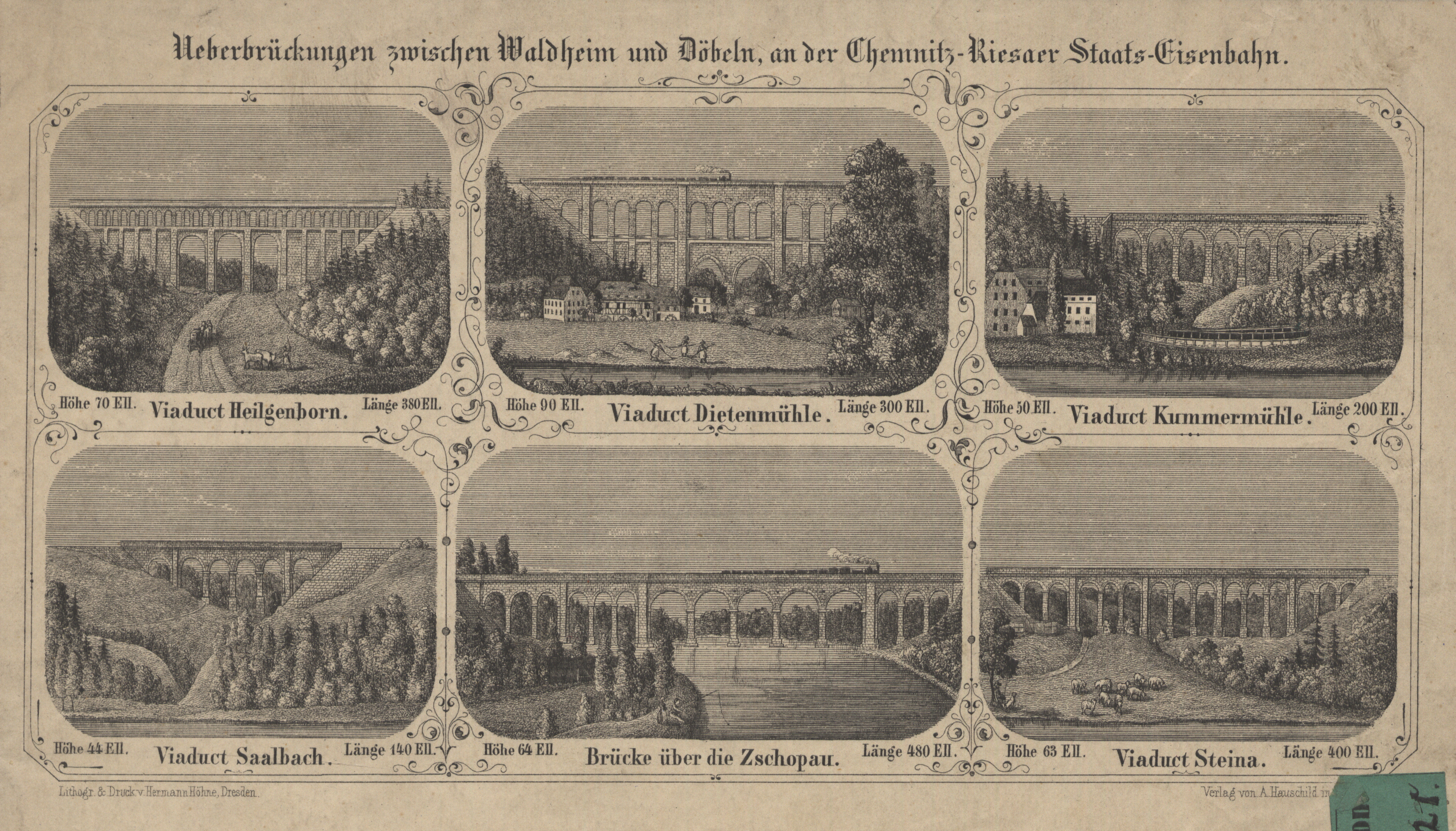
Prent uit 1850: zes viaducten in de spoorlijn Döbeln-Waldheim
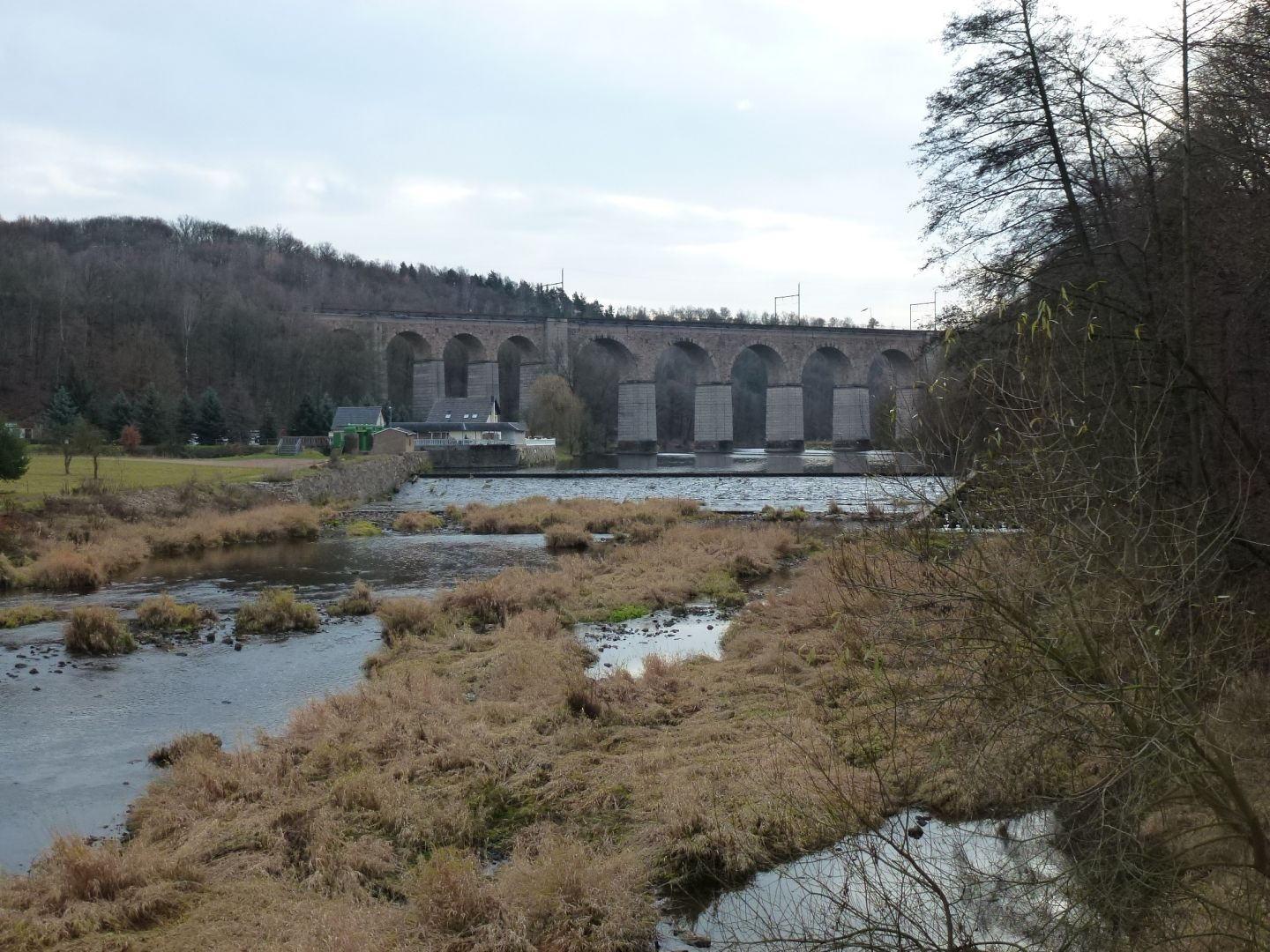
Spoorviaduct Limmritz over de Zschopau
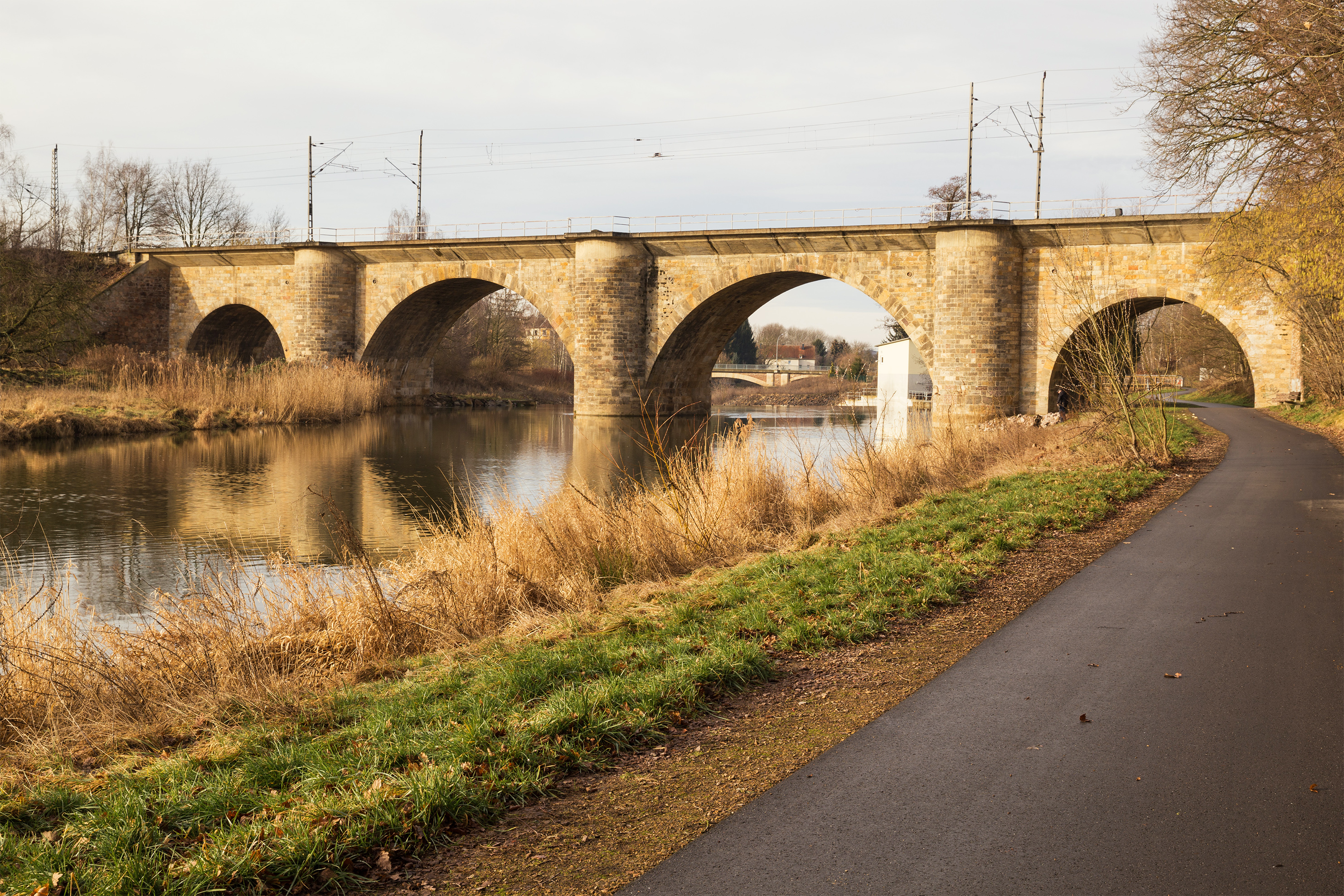
Spoorviaduct Großbauchlitz bij Döbeln
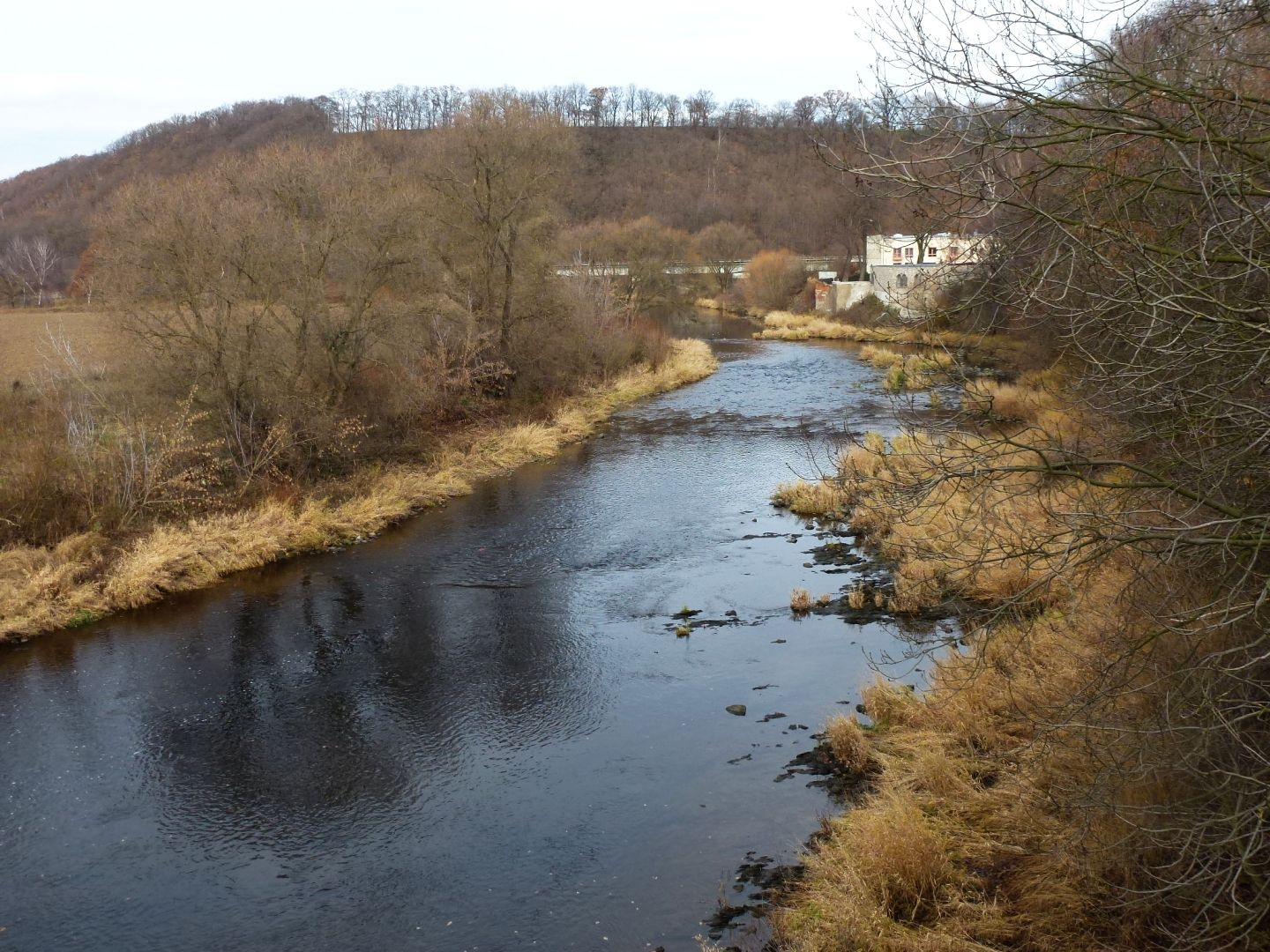
Monding van de Zschopau in de Freiberger Mulde

De volgende belangrijke verkeerswegen lopen door de gemeente:
- de Autobahn A 14, met afritten 34 en 35, noordelijk en noordoostelijk van het stadscentrum langs
- de Bundesstraße 175, die in oost<->west-richting de gemeente en ook de stad doorsnijdt
- de Bundesstraße 169, een noord<->zuidverbinding, die westelijk langs de stad loopt.

Het in 1868 geopende centraal station van de stad, Döbeln Hauptbahnhof, in de buurtschap Kleinbauchlitz 2 km ten westen van de binnenstad, ligt aan verscheidene spoorlijnen, waarvan er een aantal echter in het verleden, wegens onvoldoende rendement en verouderde infrastructuur, voor passagiersvervoer gesloten zijn. De enige spoorlijn met reizigersvervoer, die Döbeln aandoet, loopt naar Riesa (25 km noordoostwaarts; traject reeds in 1847 geopend), en de andere kant op via Waldheim naar Chemnitz Hauptbahnhof, 41 km in zuidwestelijke richting. Aan deze laatste lijn heeft het Döbelner stadsdeel Limmritz, 3½ km ten zuidwesten van het centraal station, nog een spoorweghalte. Het in 1847 geopende station te Bauchlitz, later Döbeln-Nord geheten, werd in 1965 om economische redenen gesloten, evenals de smalspoorlijn die daarlangs liep.
Van het centraal station naar het centrum v.v. liep aanvankelijk, van 1892 tot 1926, een ruim 2 km lang paardentramtraject. Over een stuk van 500 meter is dit in 2007 als toeristische attractie in ere hersteld. 
Met Waldheim, Nossen en Freiberg bestaan streekbusverbindingen; de meeste buslijnen hebben echter een lage frequentie, en vallen, als er op de Autobahn files staan, uit of lopen grote vertraging op.
Het spoortraject Limmritz - Waldheim had in de periode 1848 - 1852, waarin de spoorlijn werd aangelegd, de bijnaam Faillissementsmijl (Bankrottmeile). De hoge bouwkosten van 6 bruggen en viaducten leidden tot het faillissement van de spoorwegmaatschappij, die uiteindelijk met overheidssteun onder een andere naam de lijn alsnog kon openen en gaan exploiteren.

## Economie
Ten oosten van het stadscentrum, bij de stadsdelen Zschackwitz en Großsteinbach, aan de B175 en nabij afrit 35 van de A 14, liggen bedrijventerreinen voor met name logistieke en distributiecentra, en voor lokaal midden- en kleinbedrijf.
Ten noorden van het stadscentrum, bij de stadsdelen Gärtitz en Pommlitz, aan de B169 en nabij afrit 34 van de A 14, liggen een zonnepanelenpark en een bedrijventerrein, eveneens voor met name logistieke en distributiecentra, en voor lokaal midden- en kleinbedrijf.
Oudere industrieterreinen liggen verspreid langs de spoorlijnen, o.a. tussen het centraal station en het noordwaarts gelegen Bauchlitz. Grote ondernemingen zijn sedert de Duitse hereniging in 1990 niet meer in de gemeente  gevestigd. 
Döbeln heeft een ziekenhuis (privé-kliniek) met 195 bedden; dit is één van de belangrijkste werkgevers van de gemeente.
Ten oosten van de gemeente strekt zich een agrarisch gebied met vruchtbare lössgrond uit, de Lommatzscher Pflege. Hier vindt, evenals tussen enige van de dorpjes ten noordoosten van Döbeln zelf, intensieve akkerbouw plaats.
De mooie omgeving, in de rivierdalen nabij de stad, trekt sedert circa 2000 een toenemend aantal wandel- en fietstoeristen aan.
Het 19e-eeuwse herenhuis Gut Gödelitz, bij het dorp van die naam, huisvest een stichting, die beter begrip tussen mensen uit Oost- en West-Europa nastreeft, met name tussen Duitsers en Polen. Deze stichting exploiteert in het landhuis een conferentieoord van bovenregionale betekenis, vooral rondom deze thematiek.

## Geschiedenis

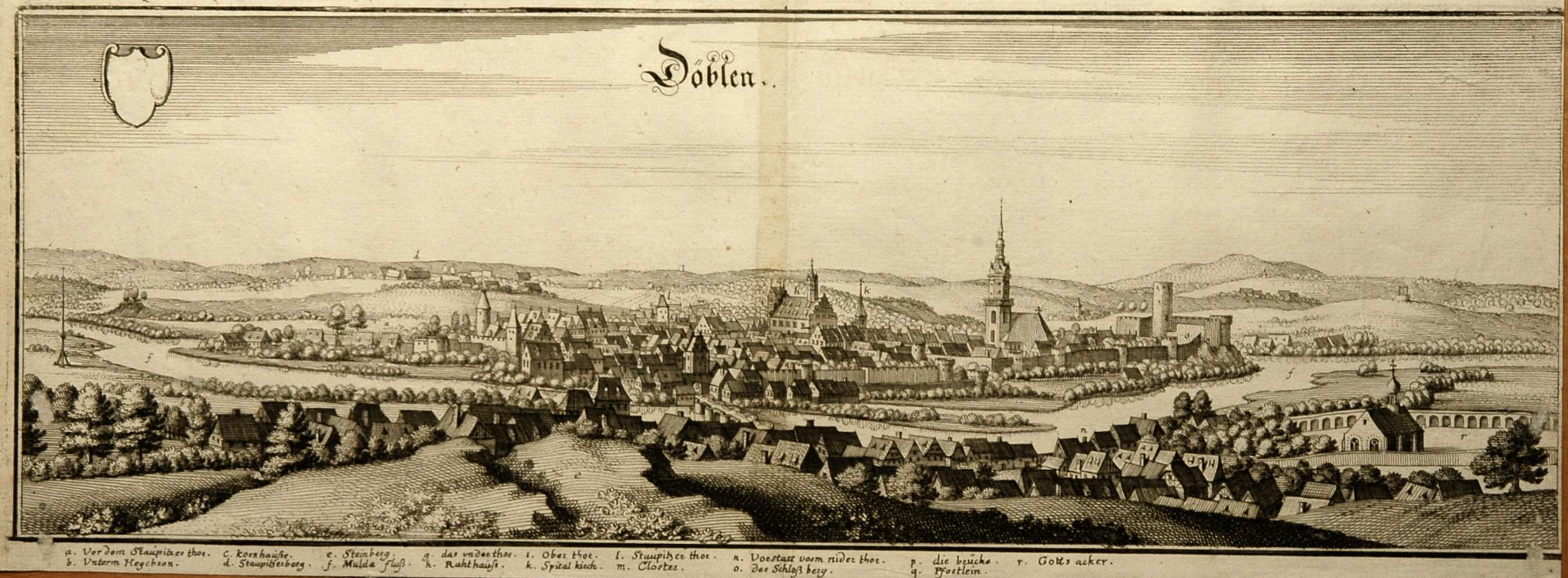
Merian-prent van Döbeln uit omstreeks 1650
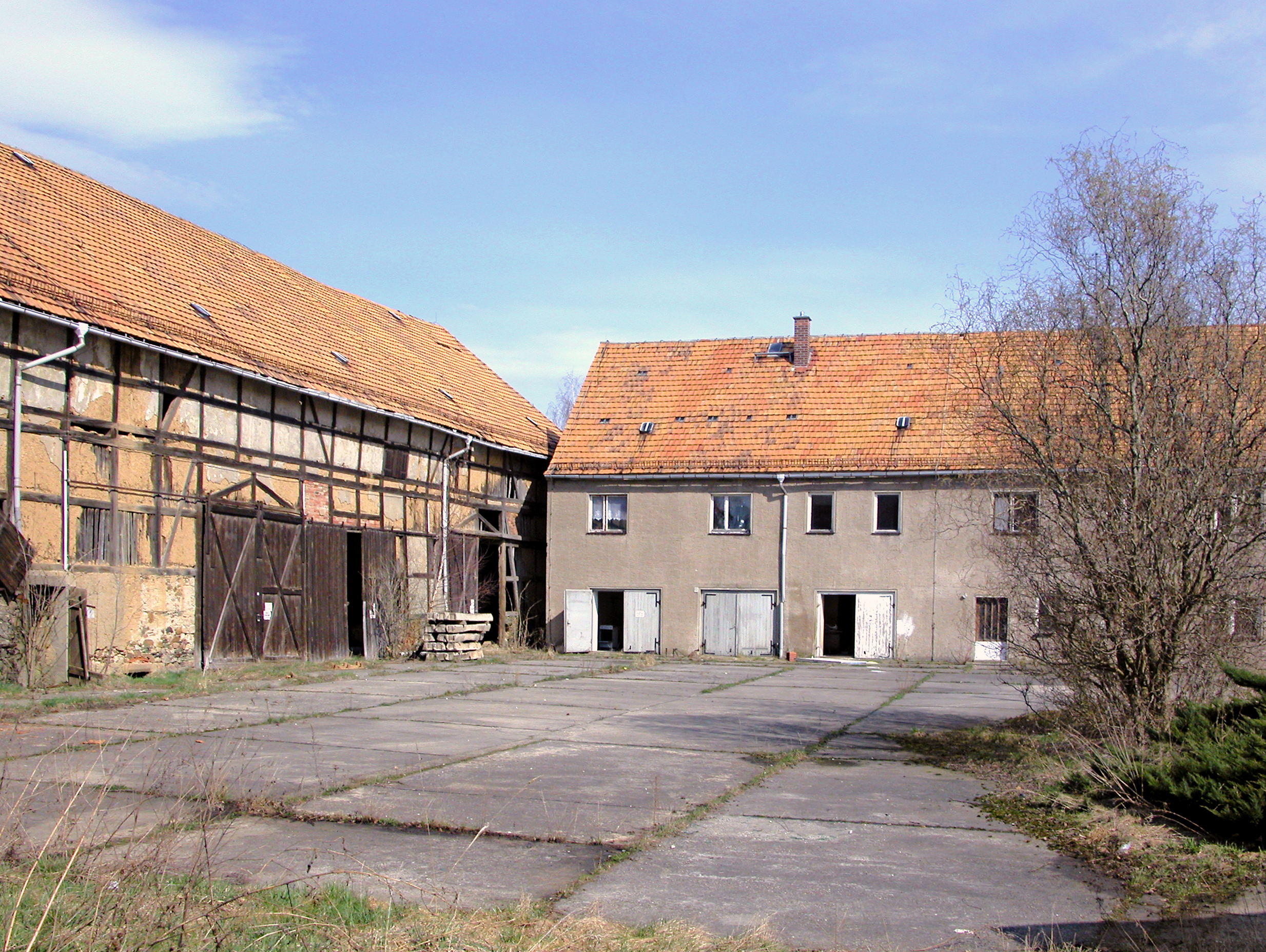
Vierkanthoeve te Beicha
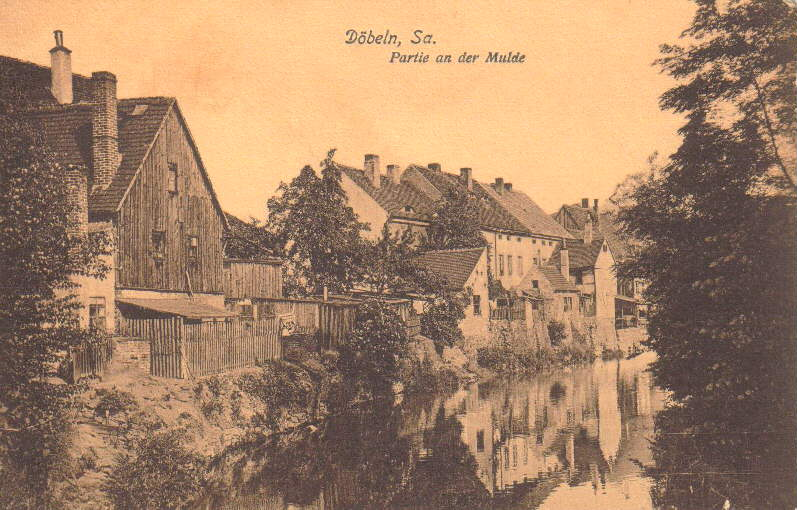
Döbeln op een ansichtkaart, 1908

Döbeln ontstond in de 10e eeuw (oudste vermelding in een document: 21 juli 981) en werd, evenals de meeste dorpen in de omgeving, gesticht door leden van een Slavisch volk. Bij de plaats lag op een heuveltje een kasteel,  Burg Doblin, dat in later eeuwen verviel tot een ruïne,  en waarvan de laatste restanten in 1869 werden verwijderd. In de 13e eeuw vestigden zich hier Duitstalige kolonisten.  In 1350 wordt  Döbeln als civitas, stad, vermeld. Vanaf de late middeleeuwen kende de textielnijverheid hier enige bloei.
In de 14e tot en met de 18e eeuw werd de plaats zeker 9 keer door een pestepidemie en 8 keer door een grote stadsbrand  getroffen. In de 16e eeuw, tijdens de Reformatie, gingen de meeste christenen in de gemeente over  tot de evangelisch-lutherse gezindte. De in dit artikel genoemde kerkgebouwen zijn,  tenzij anders vermeld, ook evangelisch-luthers. 
In 1762 vonden tijdens de Zevenjarige Oorlog (1756-1763) bij Döbeln zware, door troepen uit Pruisen gewonnen, gevechten  plaats.
Na de aansluiting op het spoorwegnet,  in 1847, vestigden zich enige textielindustrieën en sigarenmakerijen in Döbeln. De landbouw, met name de akkerbouw was, en is nog steeds, van betekenis. In de streek rondom Döbeln is de lössgrond vruchtbaar. De wat rijkere boeren lieten boerderijen bouwen van het type Vierseithof (vierkantshoeve), rondom een binnenplaats. Enkele van deze, vaak 18e- of 19e-eeuwse, boerderijen hebben de eeuwen doorstaan, en staan er nog steeds; deze hoeven staan doorgaans onder monumentenzorg. In Nederlandse oren bizar is de regionale, ook hier gebruikelijke, aanduiding besessener Mann. De betekenis hiervan was tot en met de 19e eeuw, ook in officiële geschriften: man, die een boerderij met eigen grond in bezit had.
Van 1887 tot 1991 was in een kazerne in het stadje een aantal militairen, van verschillende legeronderdelen, gestationeerd.
De Tweede Wereldoorlog bezorgde Döbeln  betrekkelijk weinig schade. Op 6 mei 1945 werd de stad door troepen van het Russische Rode Leger bezet. Gedurende de DDR-periode  groeide Döbeln tijdelijk tot een industriestad  met ruim 30.000 inwoners uit. In de plaatsjes ten oosten van Döbeln werden tot circa 1970 veel suikerbieten verbouwd, zoveel, dat hier een apart goederenspoorlijntje tot 1969 lonend was. De plaatselijke suikerfabriek werd, na de Duitse hereniging, in 1992 gesloten; evenals andere industrieën in de stad, was deze naar Westerse maatstaven economisch niet levensvatbaar.
De stad, die in een rivierdal ligt, had veel te lijden van het Hoogwater in Centraal-Europa 2002 en de overstromingen in Centraal-Europa 2013.

## Bezienswaardigheden, recreatie e.d.
- Enige oude, evangelisch-lutherse kerken in de stad en de omliggende dorpen
- Het stadhuis dateert uit 1912. Van het in 1571 gebouwde vorige stadhuis zijn enkele bewaard gebleven fragmenten ingebouwd. In een aantal torenkamers  van het  gebouw is het plaatselijke Heimatmuseum gevestigd.
- Fiets- en wandelmogelijkheden door de rivier- en beekdalen en in de omringende heuvels; langs de rivieren lopen enkele langeafstands-fietsroutes.
- Paardentram-museum, geopend in 2009; de wagen van de paardentram staat hier, als hij niet rijdt, vaak geparkeerd.
- Bij afrit 34 van de A 14, ten noorden van de stad ligt sinds 2024 één van de kleine pretparken van de regionale keten Karls Erlebnis-Dorf. Deze hebben een enigszins agrarisch karakter, en zijn bekend om hun aardbeien; de keten bezit ook tuinbouwbedrijven, die aardbeien kweken.

## Afbeeldingen

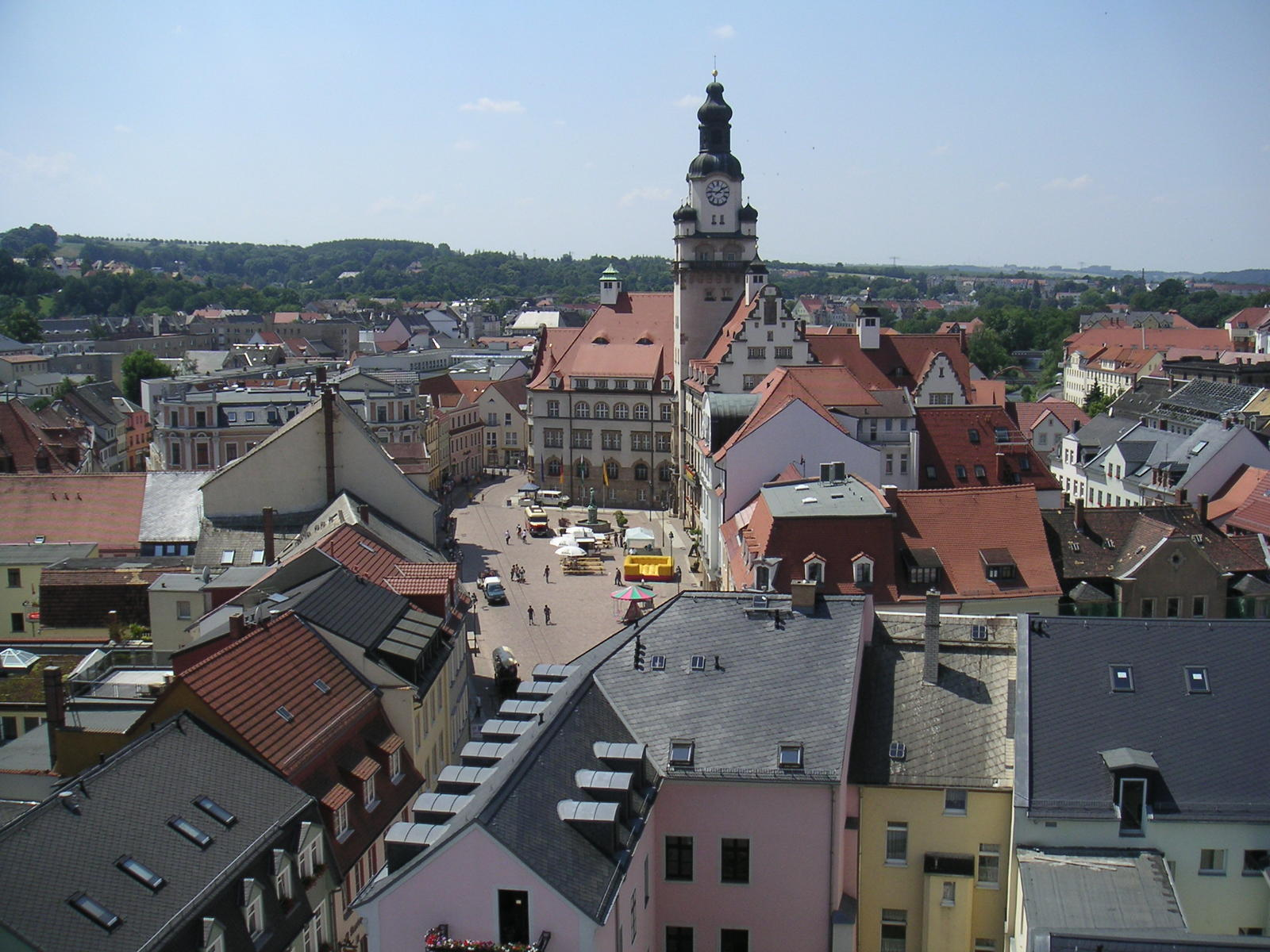
Marktplein Obermarkt, op de achtergrond het stadhuis
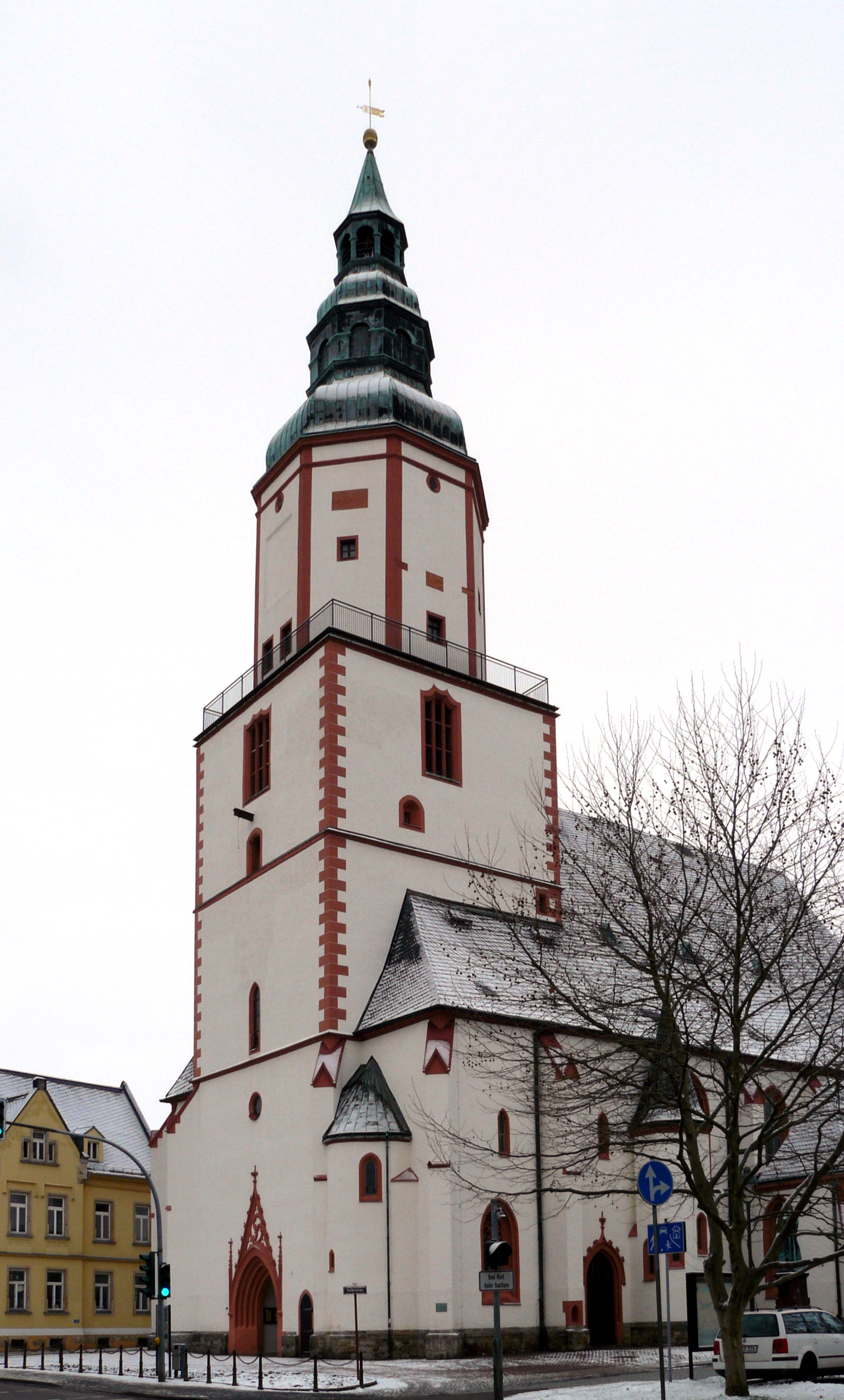
Nikolaikirche (Sint-Nicolaaskerk; 15e eeuw)
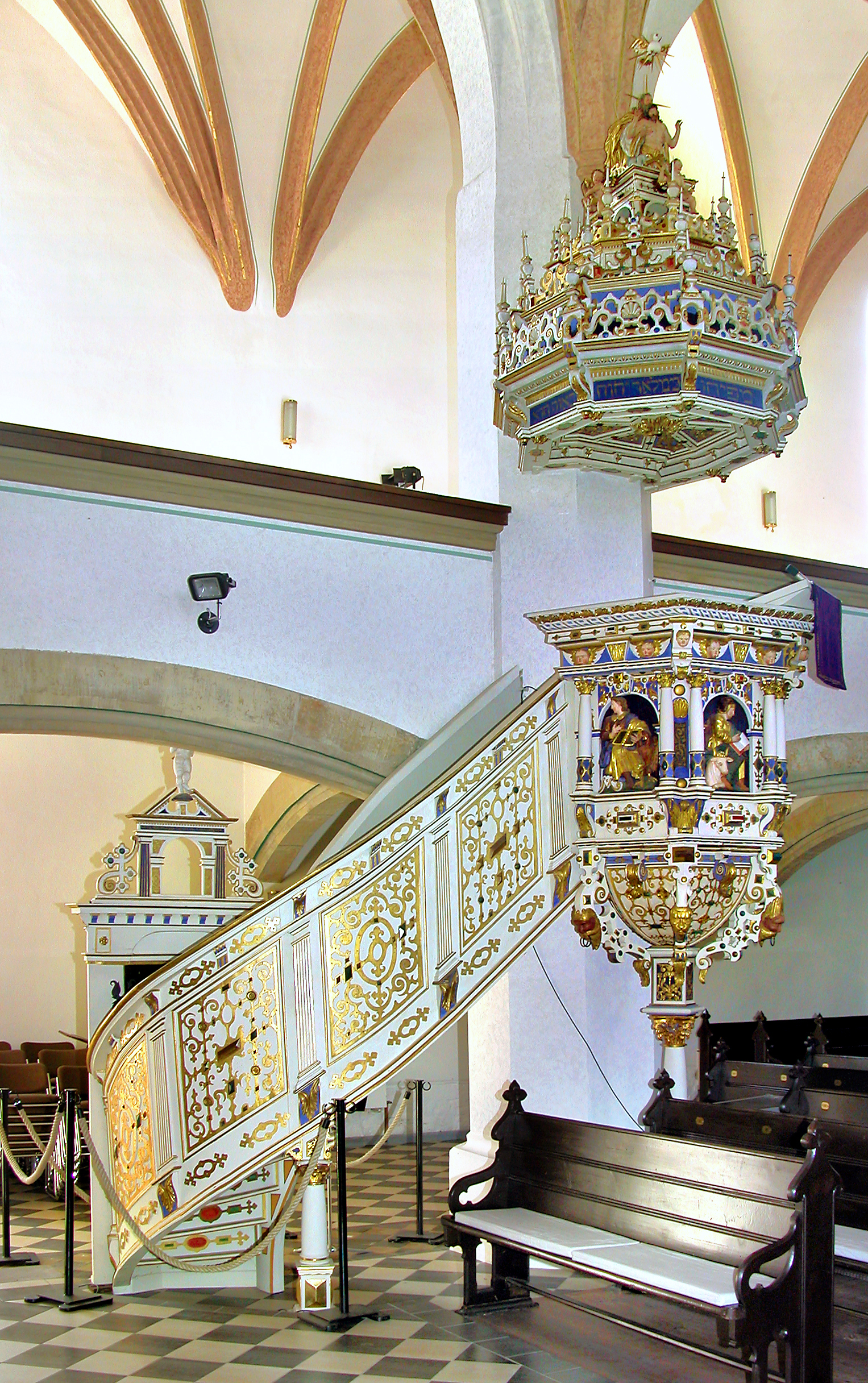
Kansel in deze kerk
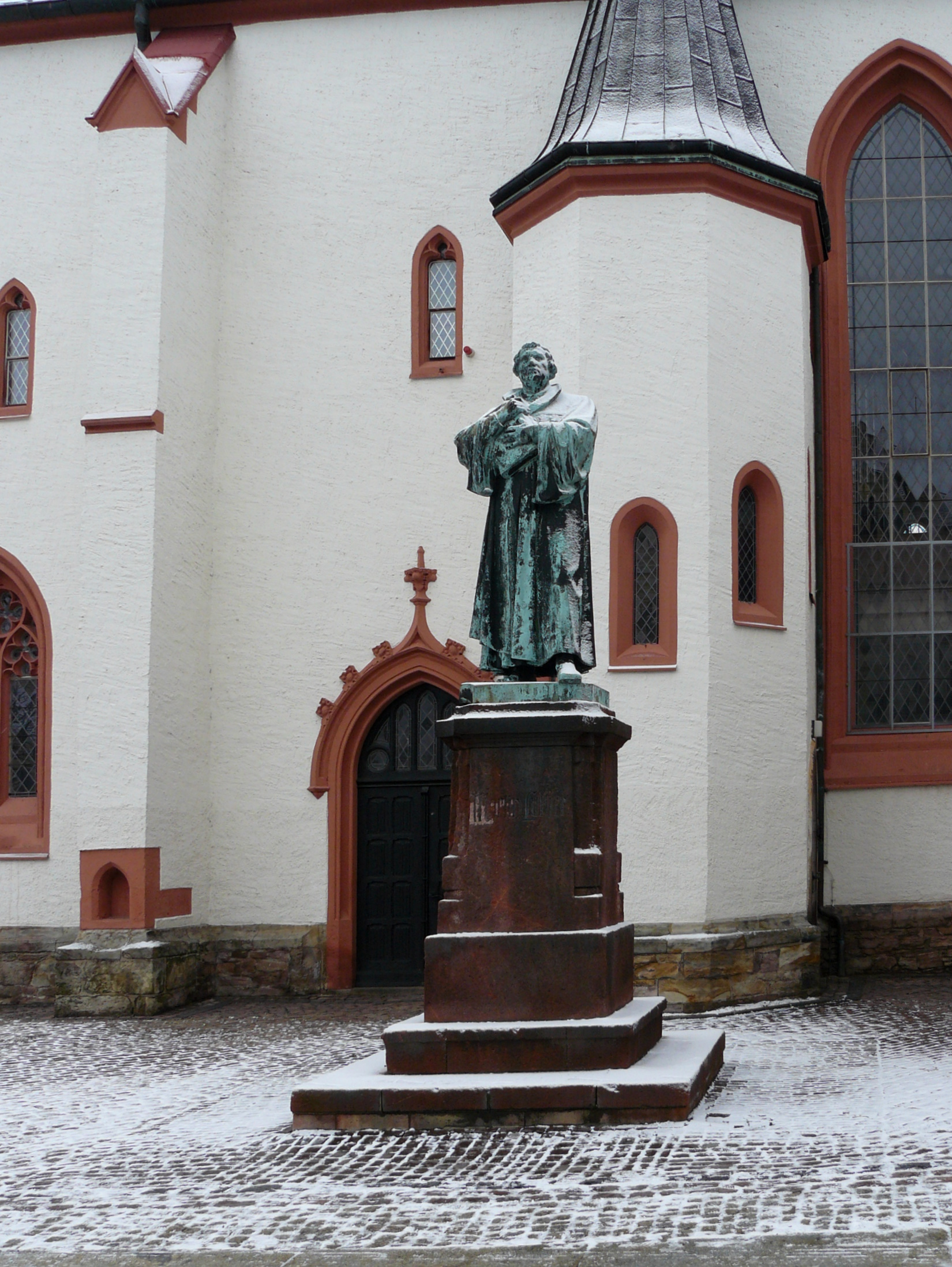
Standbeeld Maarten Luther vóór deze kerk
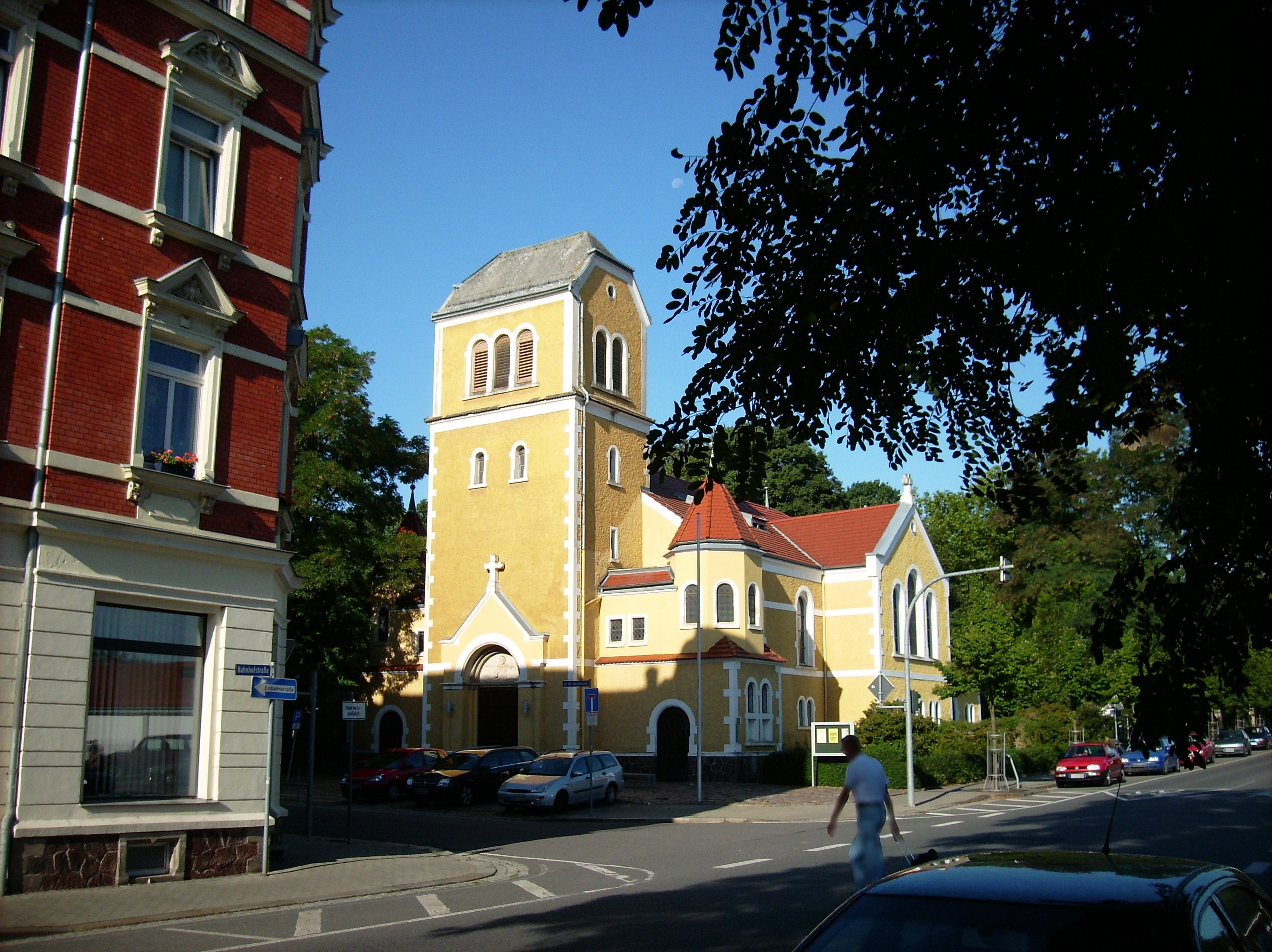
Jacobikirche (Sint-Jacobuskerk, bouwjaar 1904)
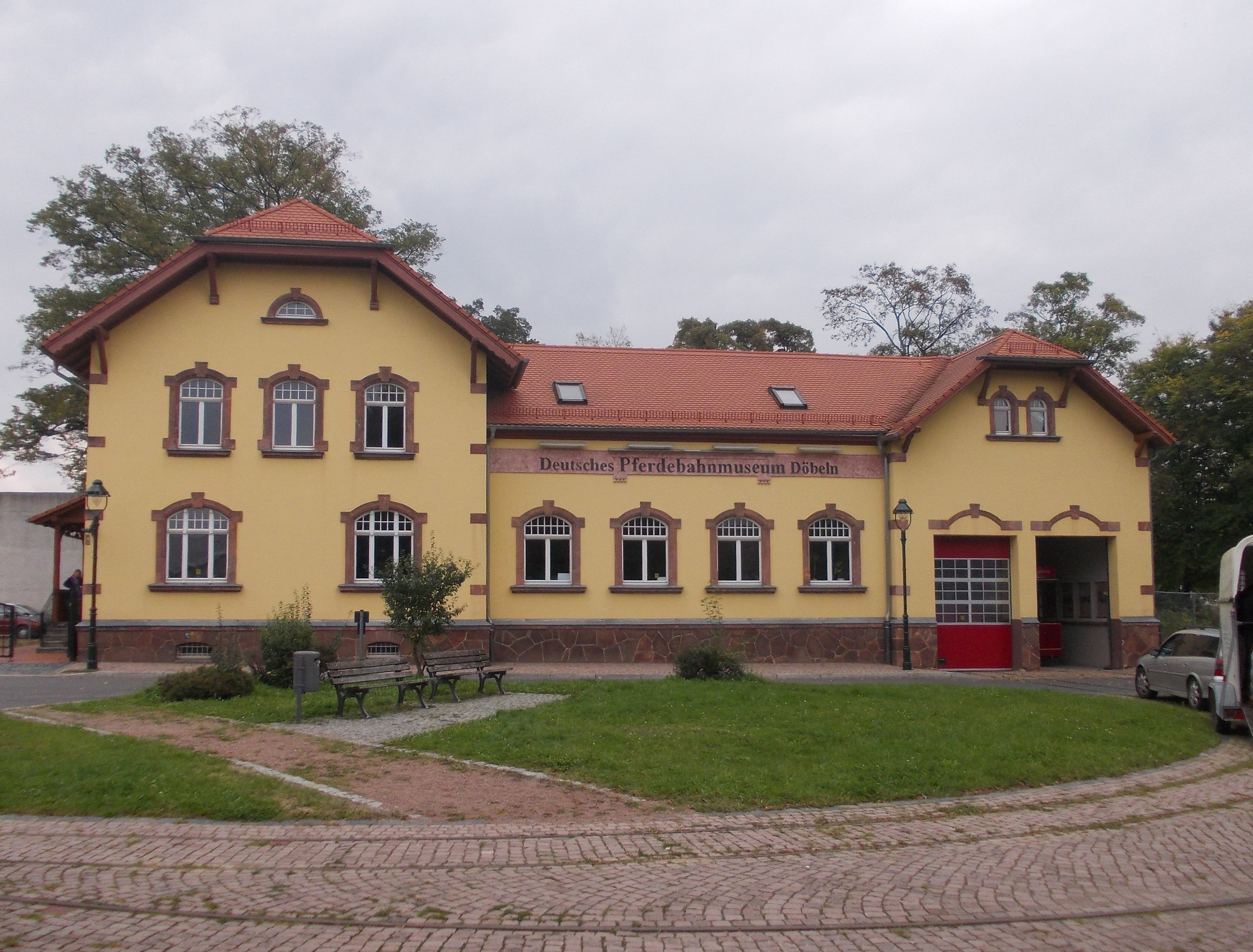
Paardentram-museum
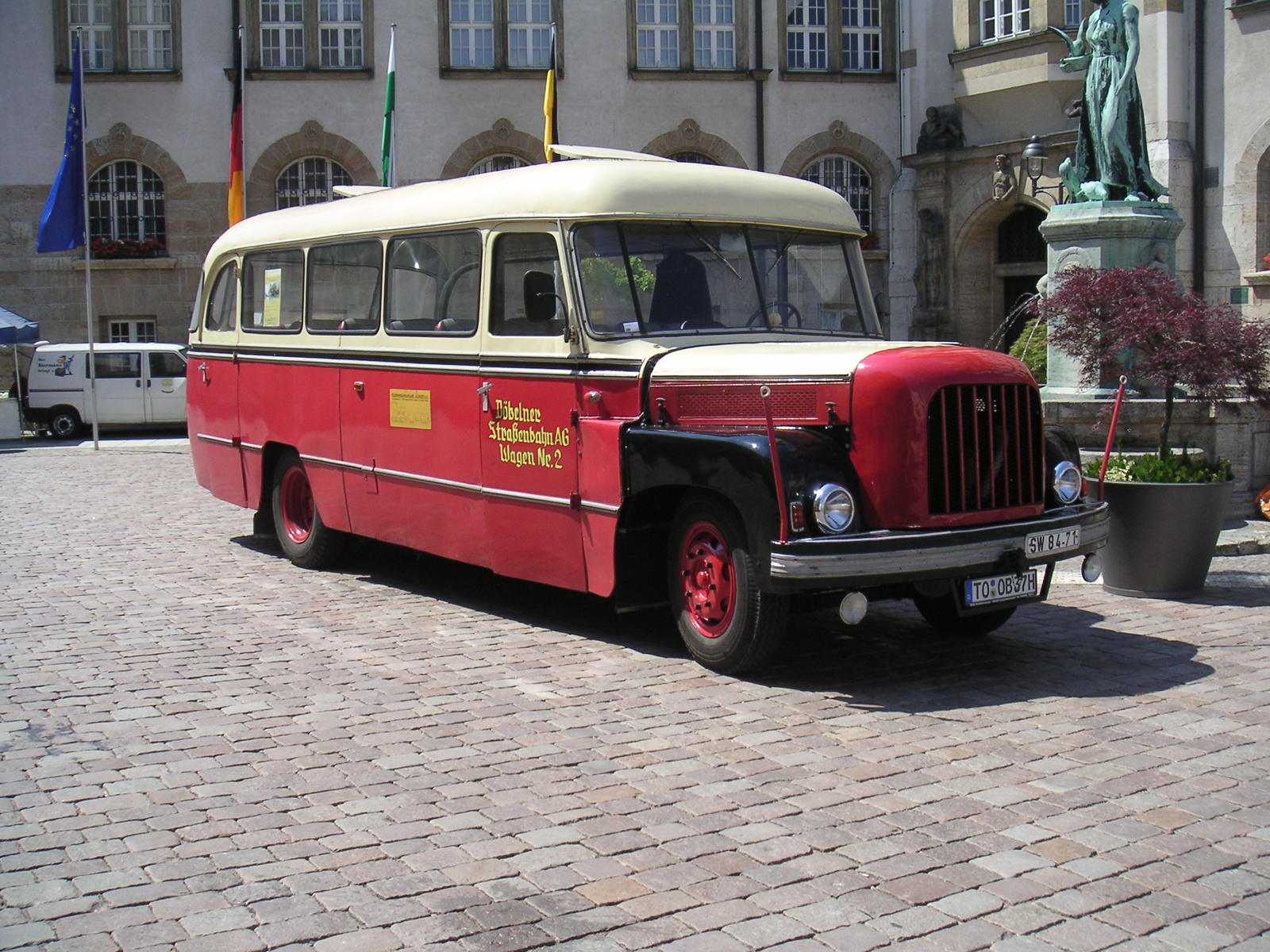
Historische autobus voor toeristisch gebruik
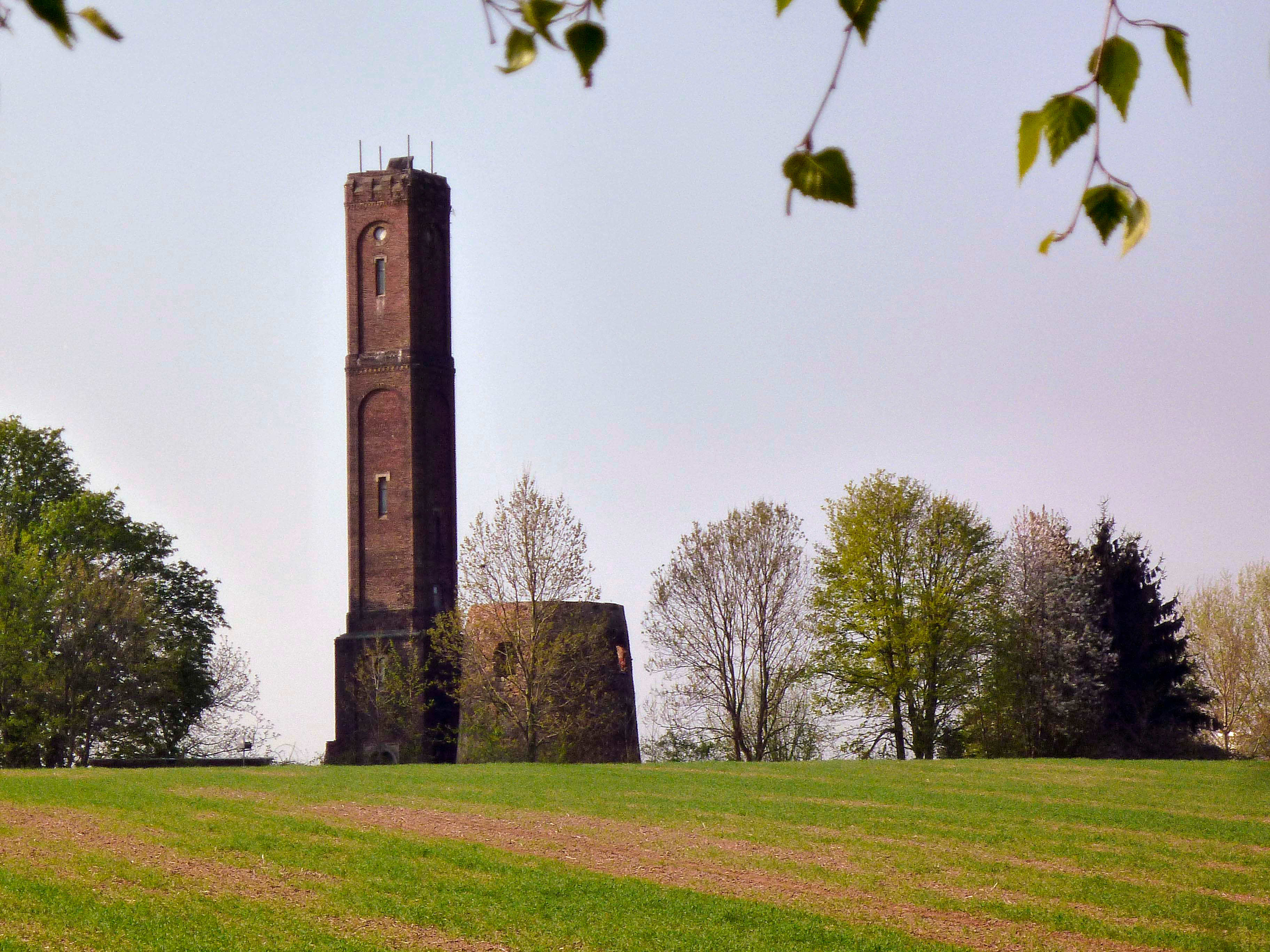
Uitzichttoren Holländerturm, genoemd naar de molenstomp ernaast; hoogte: 30 meter; bouwjaar: 1900.
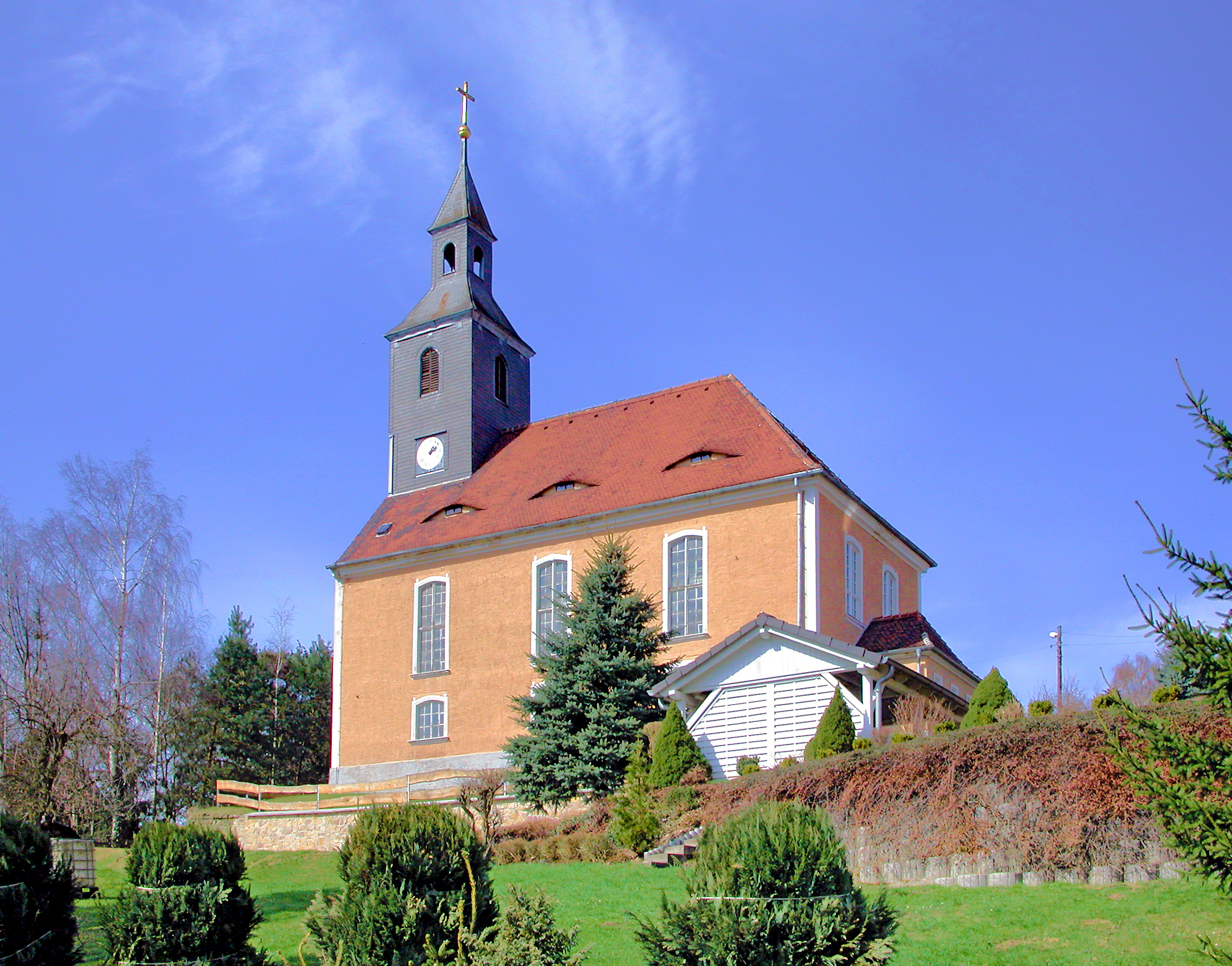
Kerkje te Beicha (1834)
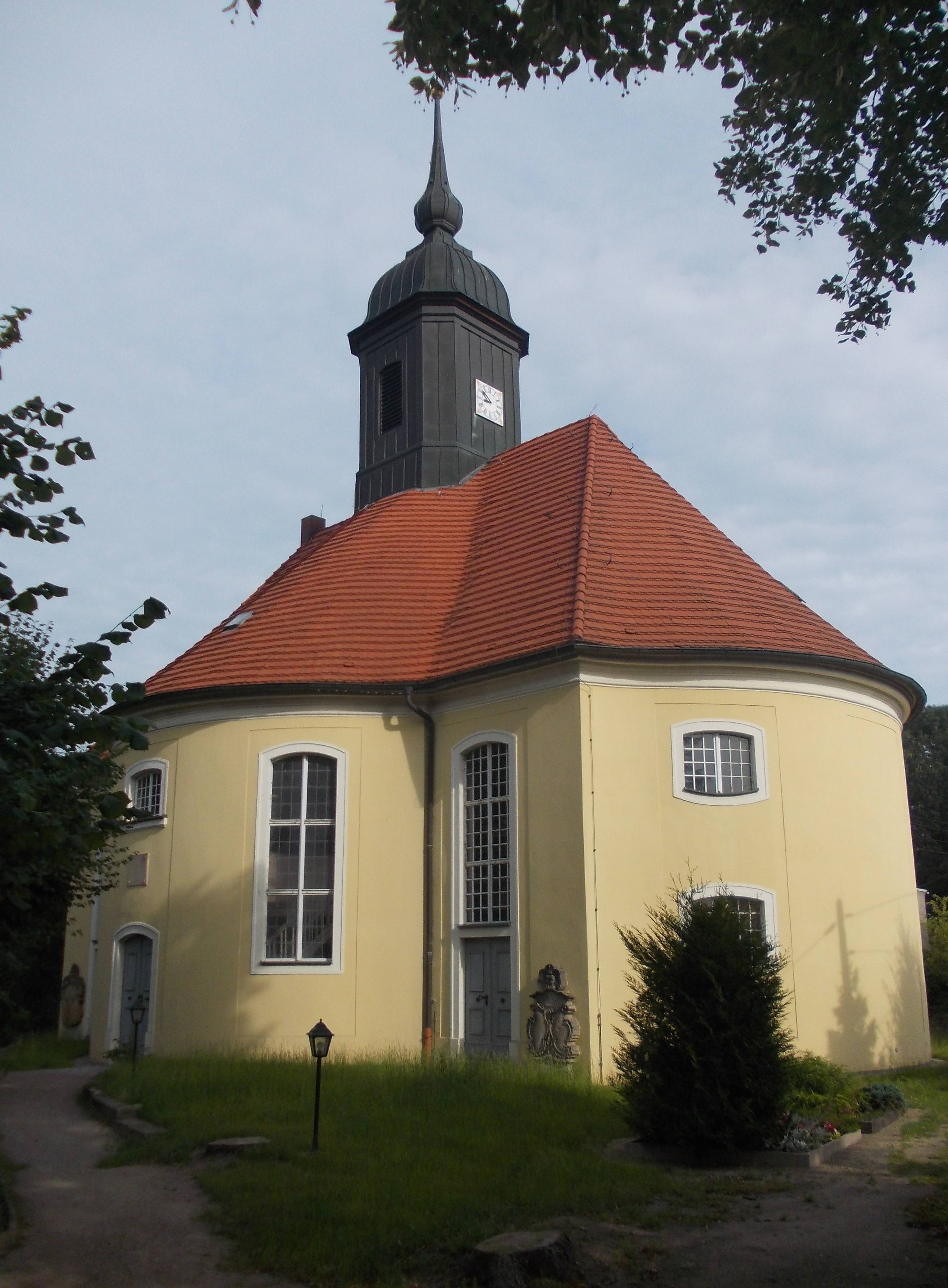
Kerkje te Schweta
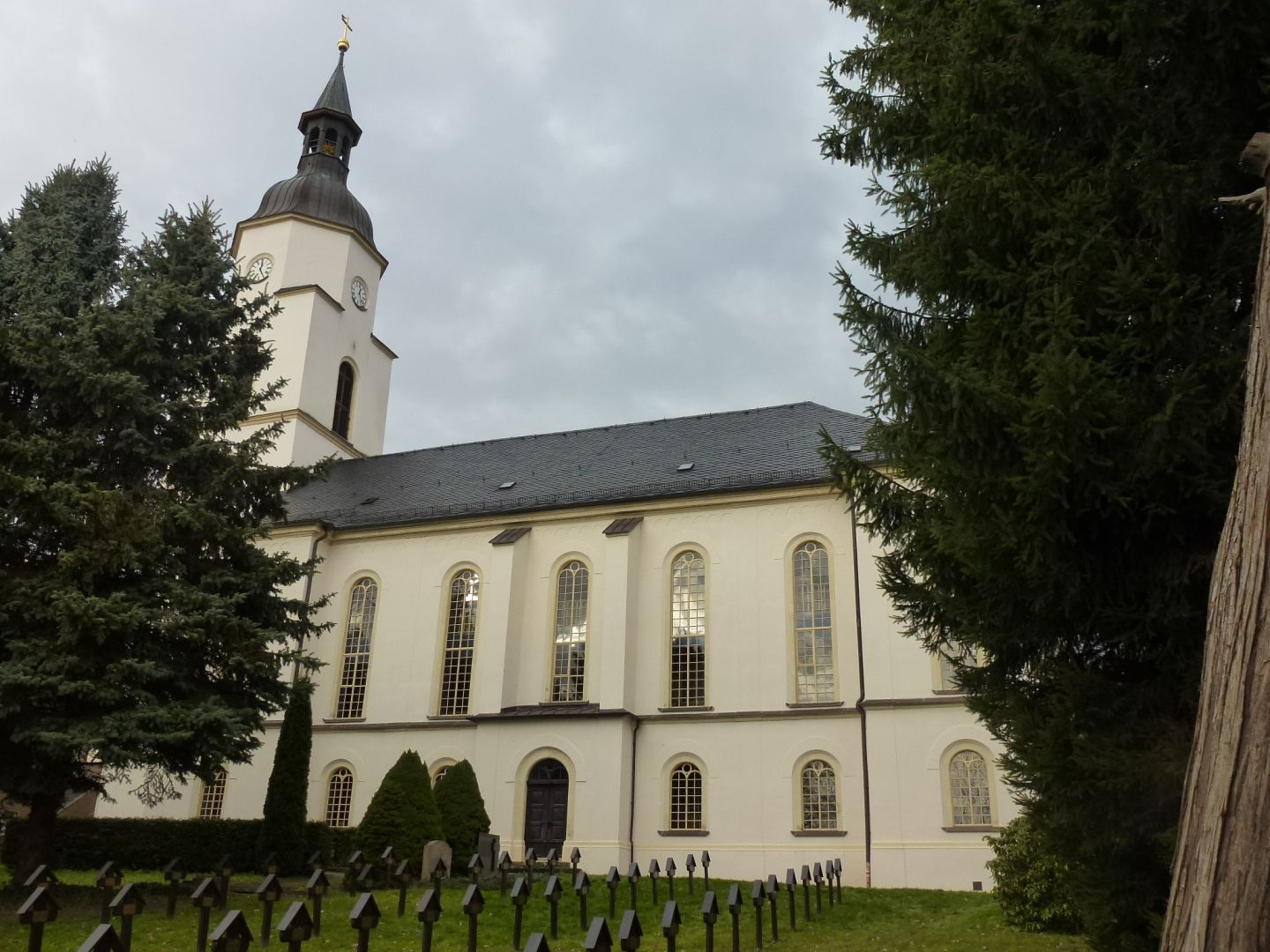
Dorpskerk te Technitz (1843-1850)
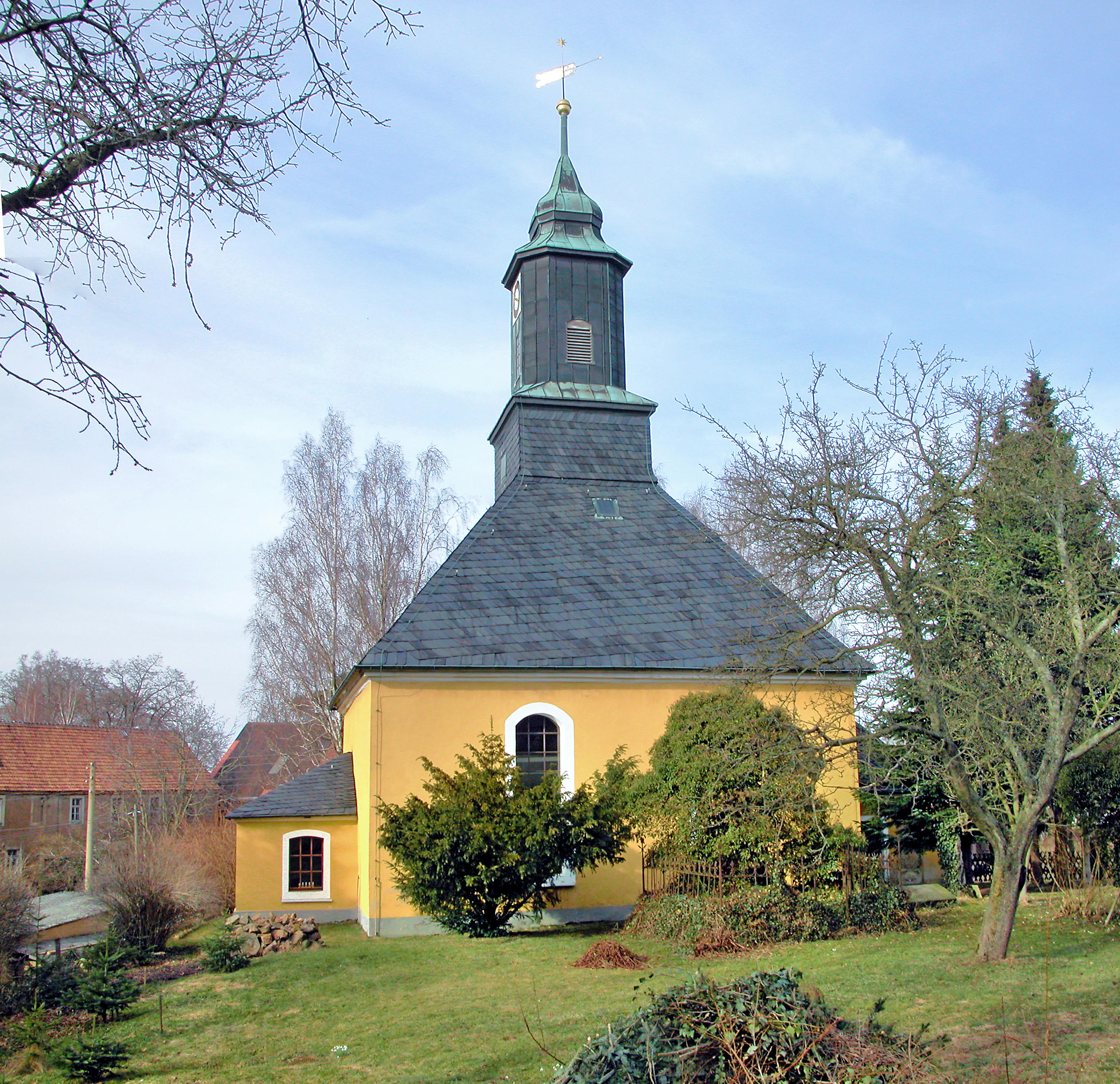
Kerkje te Ziegra (1769)
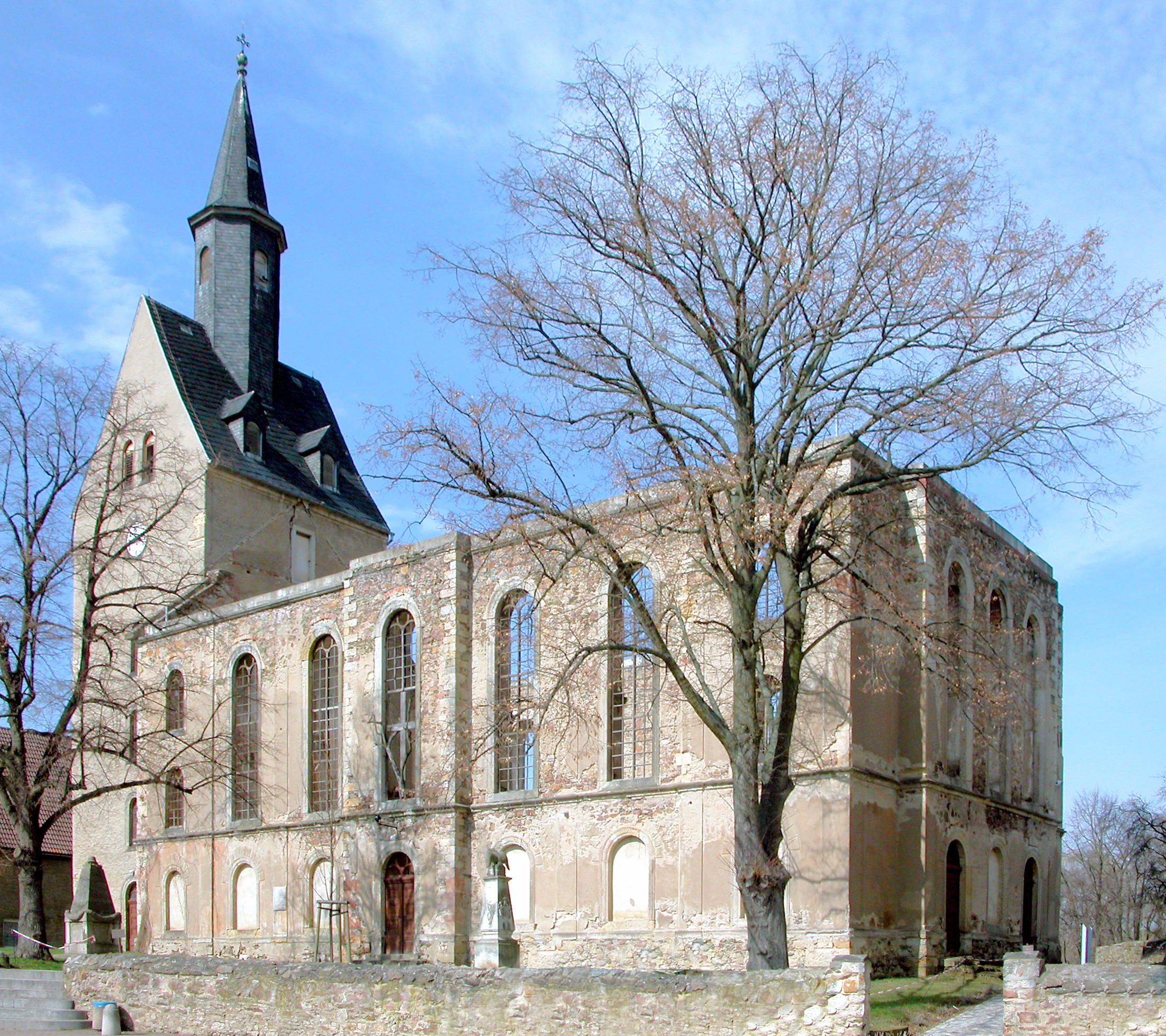
Choren, zogenaamde zomerkerk (kerkruïne zonder dak)
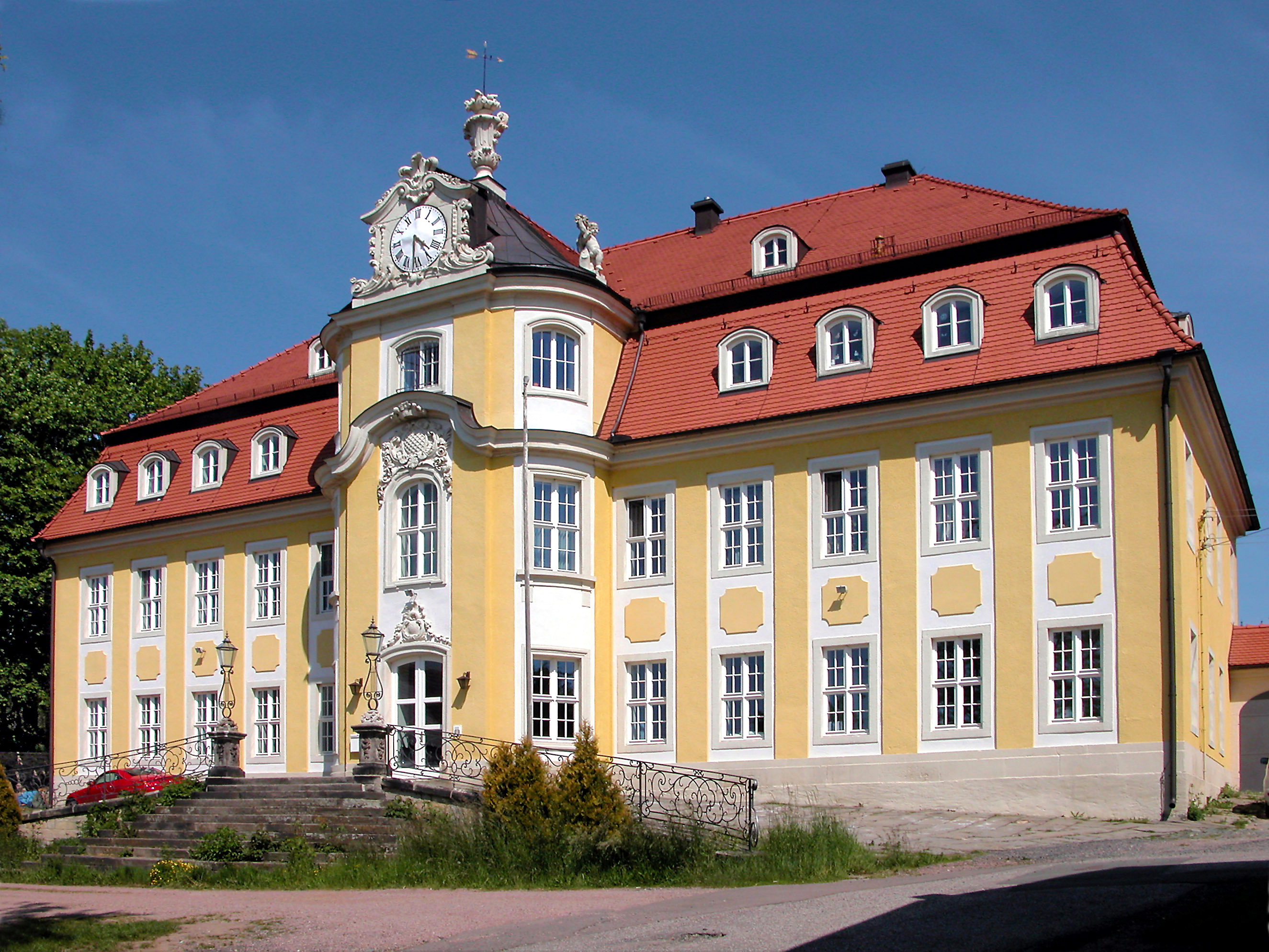
Choren, barok kasteel (1755)
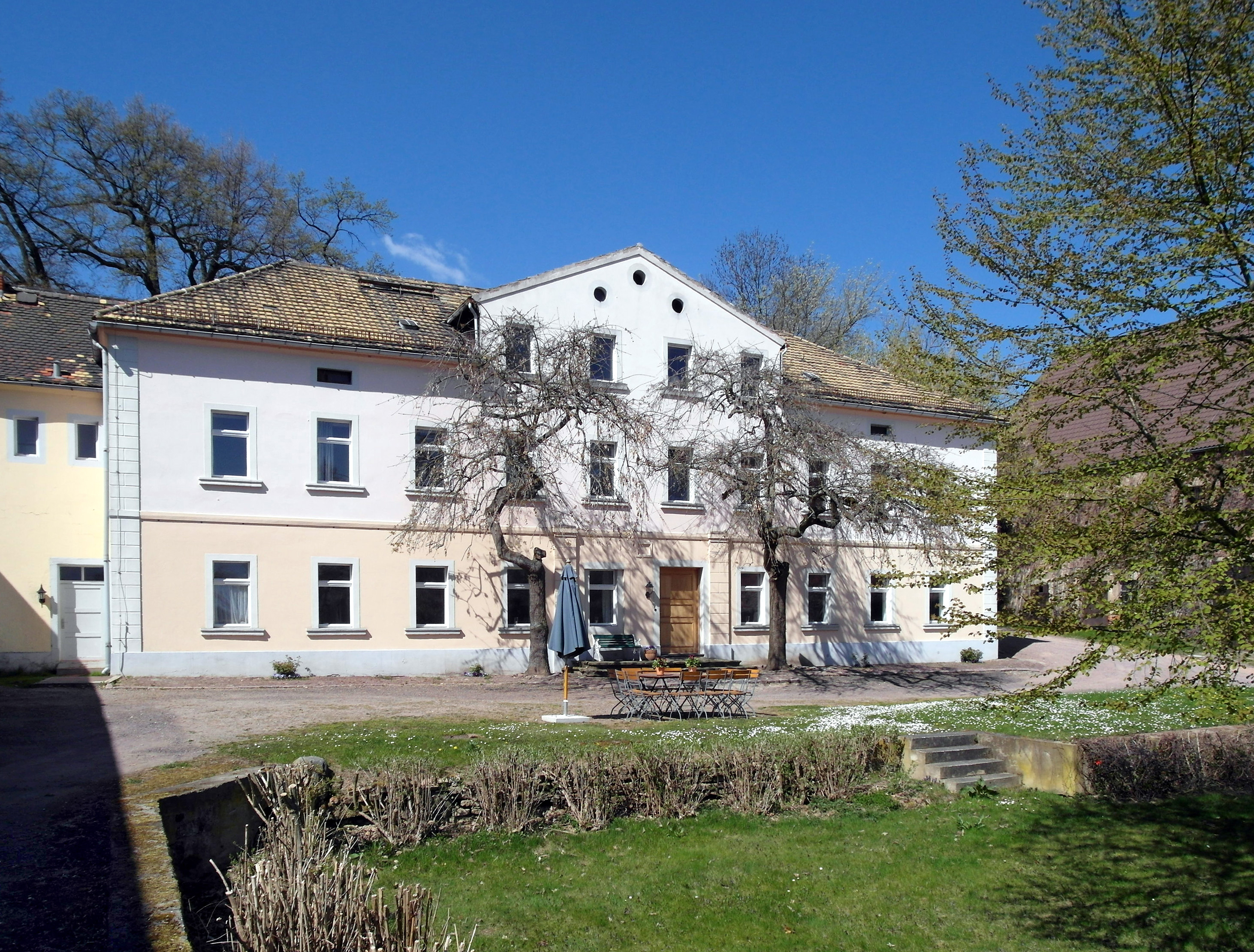
Herenhuis Gut Gödelitz bij Beicha
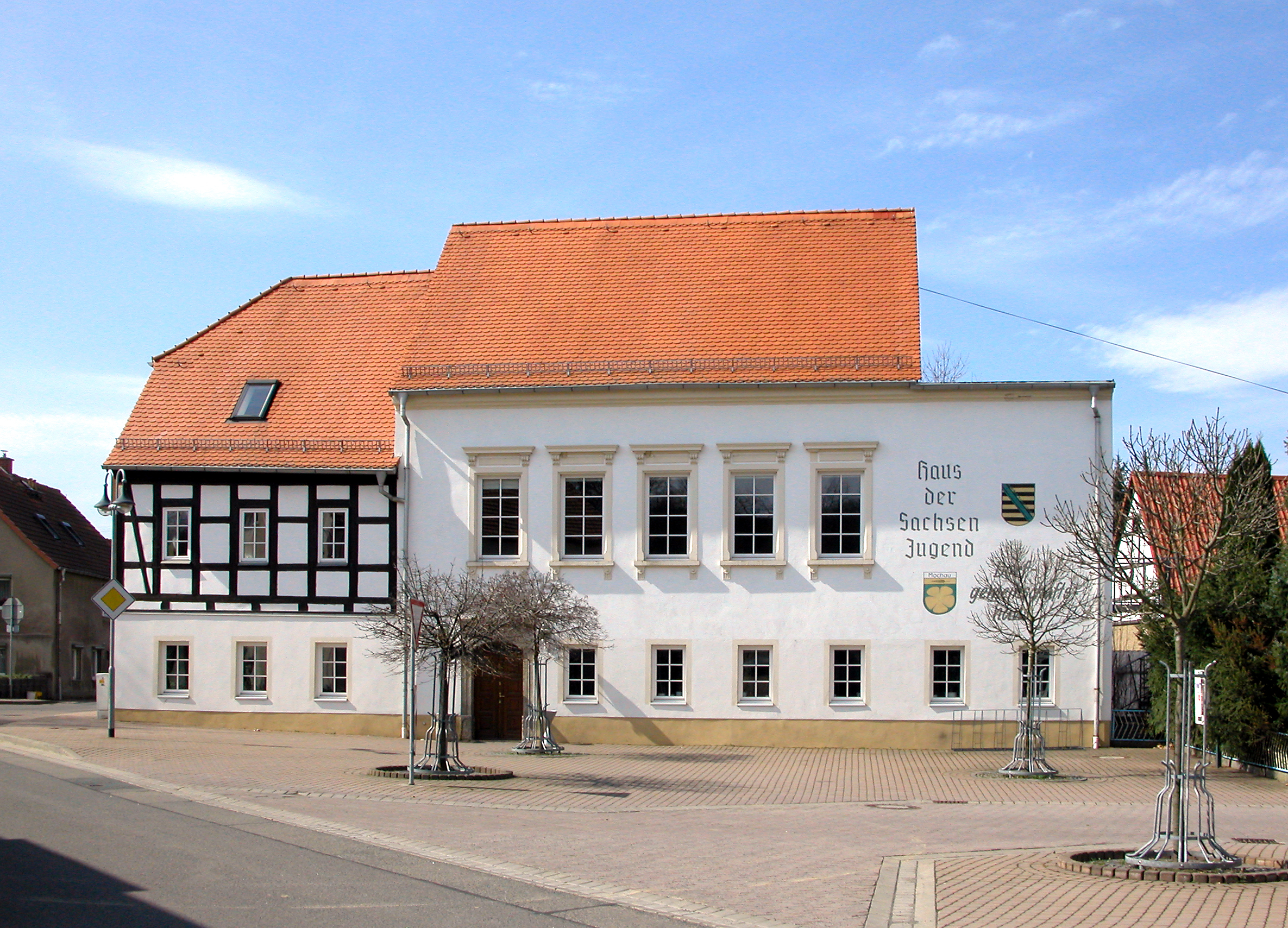
Dorpshuis te Mochau
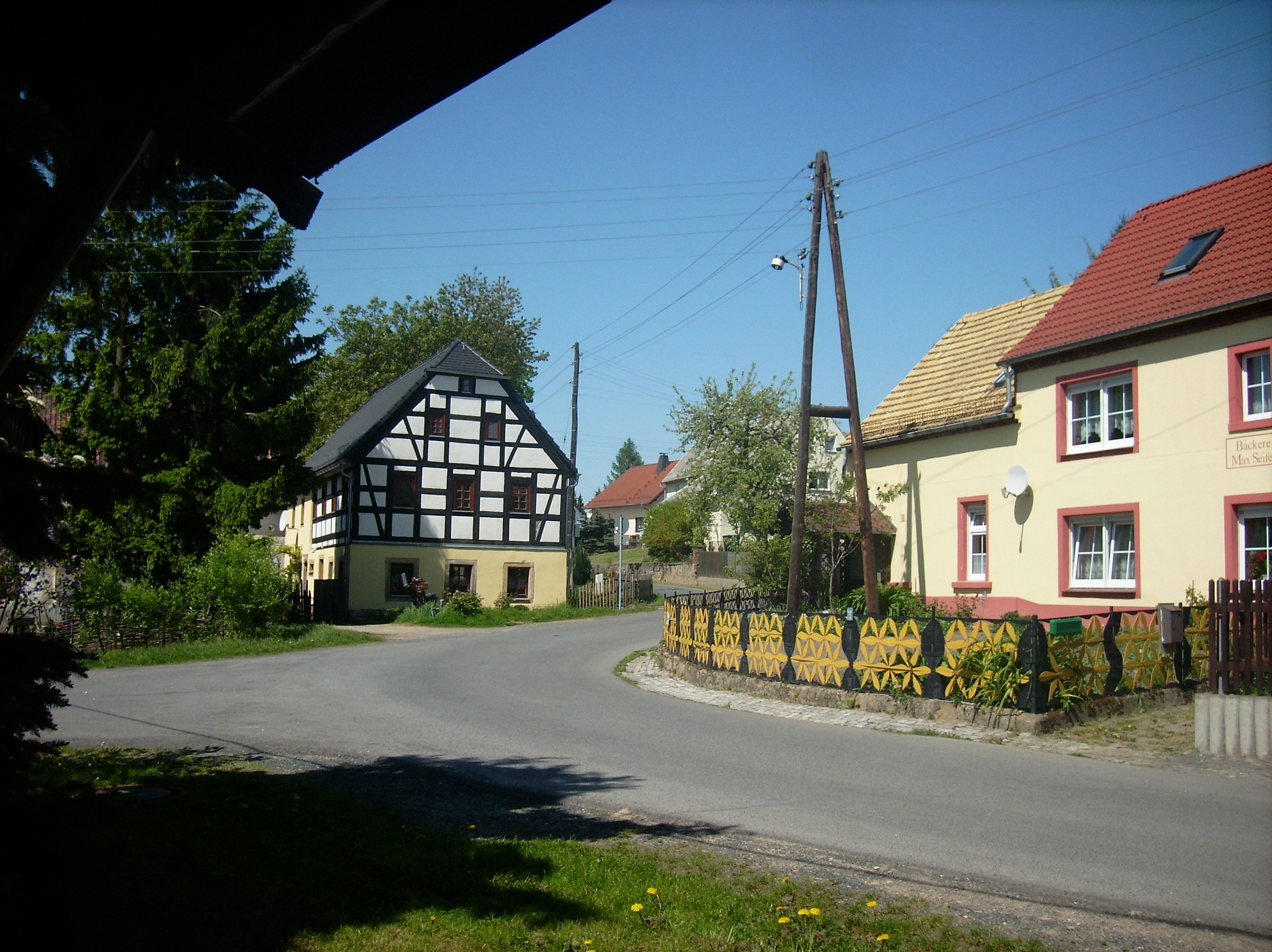
Voor de streek typisch dorpsstraatje te Präbschütz
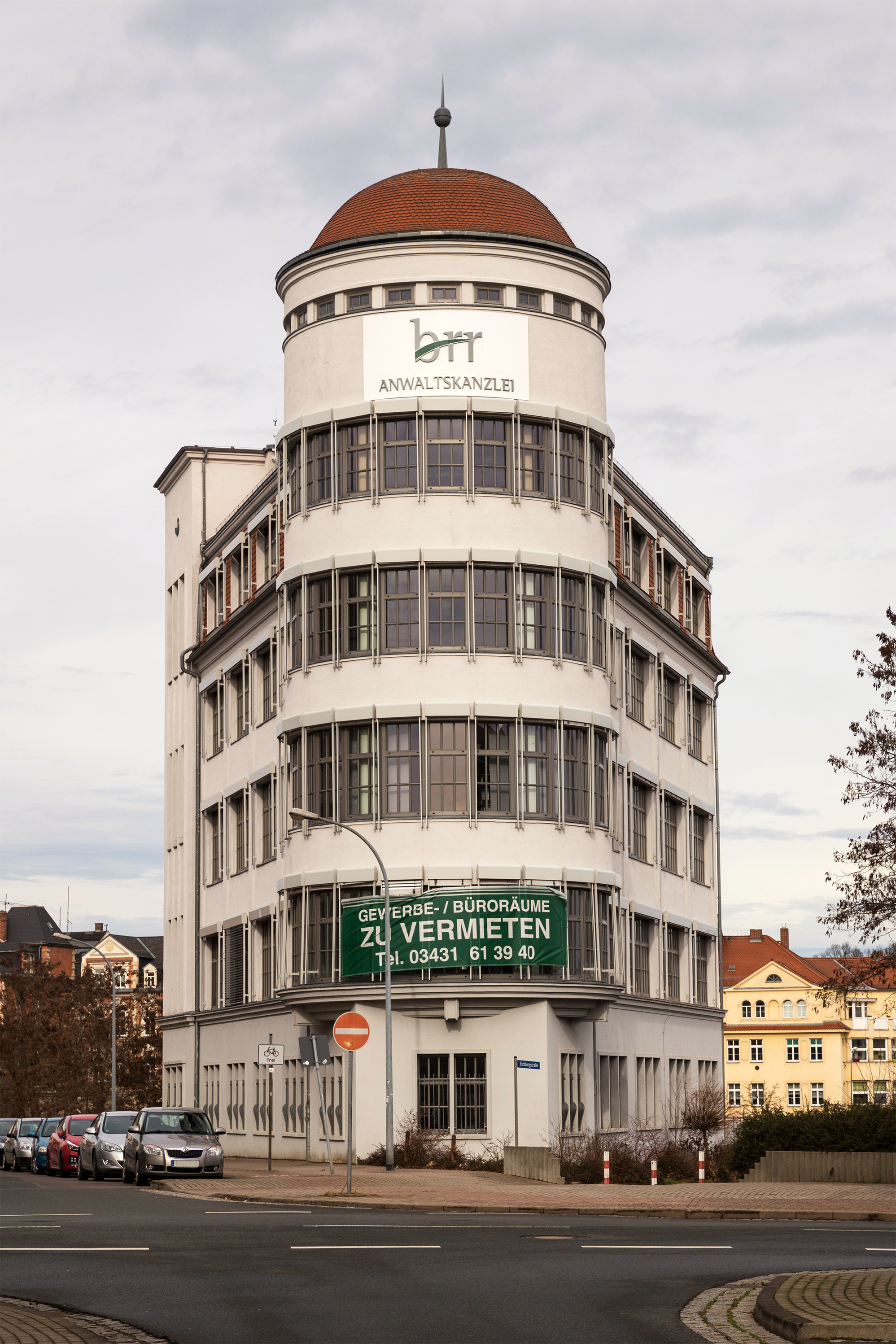
Monumentaal bedrijfspand (1938) aan de Grimmaische Straße

## Partnersteden
Döbeln onderhoudt jumelages met de volgende gemeentes:
- In Duitsland:
  - Unna, Noordrijn-Westfalen
  - Heidenheim - Baden-Württemberg
- Buiten Duitsland:
  -  Givors (Frankrijk)
  -  Vyškov (Tsjechië)

## Geboren in Döbeln
- Johann Gottfried Clemen (* 31 maart 1728; † 28 januari 1785 in Paramaribo, Suriname), eigenaar van enkele plantages in Suriname[7]
- Carl Bergmann (* 12 april 1821 in Ebersbach, gem. Döbeln; † 10 augustus 1876 in New York), Duits-Amerikaans cellist en dirigent van klassieke muziek; week in het revolutiejaar 1848 met veel gelijkgestemden uit naar de Verenigde Staten en was daar succesvol tot omstreeks 1870.
- Erich Heckel (1883-1970), kunstschilder en graveur
- Sabine John (16 oktober 1957), atlete (Olympisch zilver voor de DDR op de zevenkamp in 1988)

## Trivia

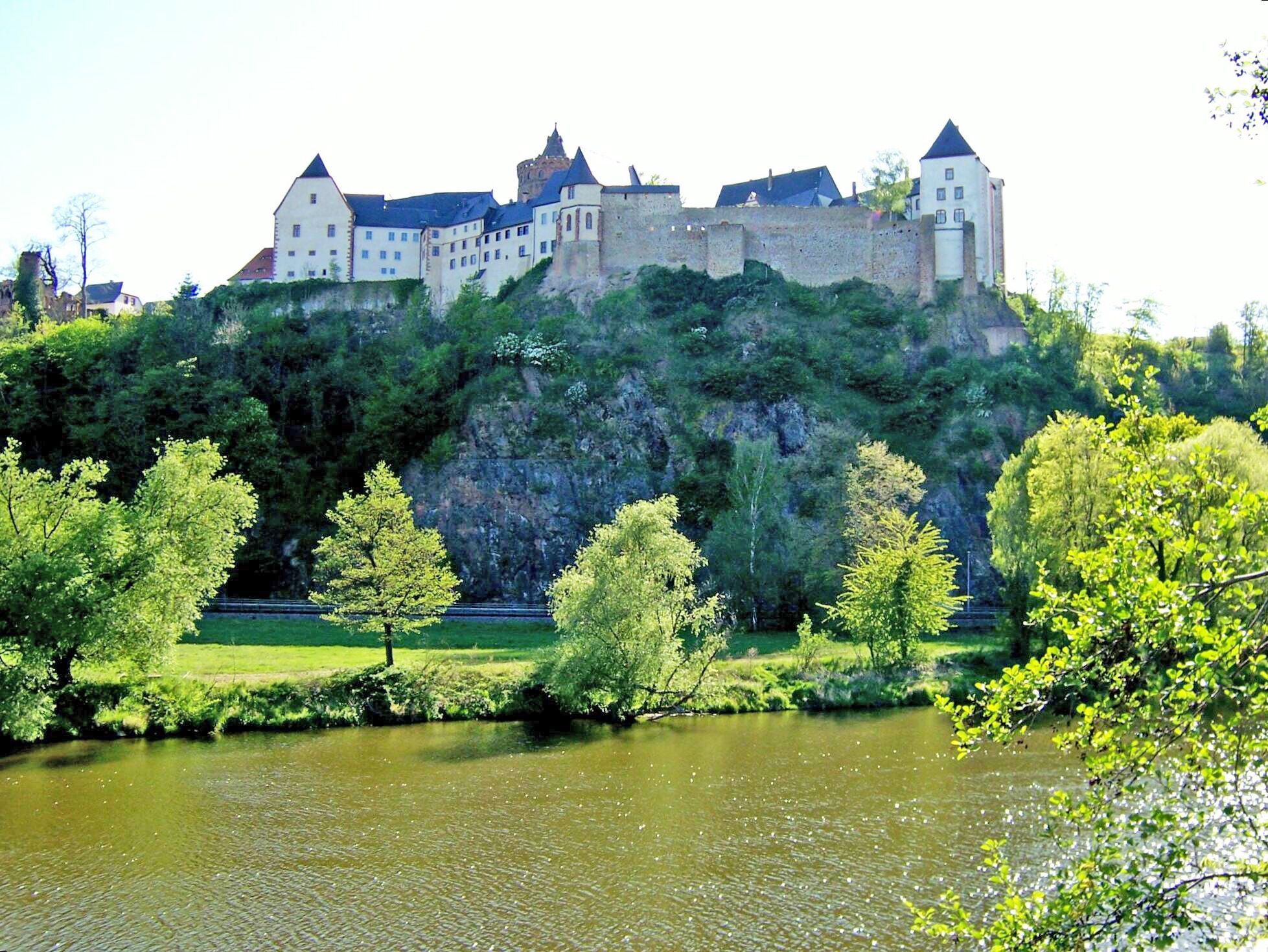
Kasteel Mildenstein te Leisnig
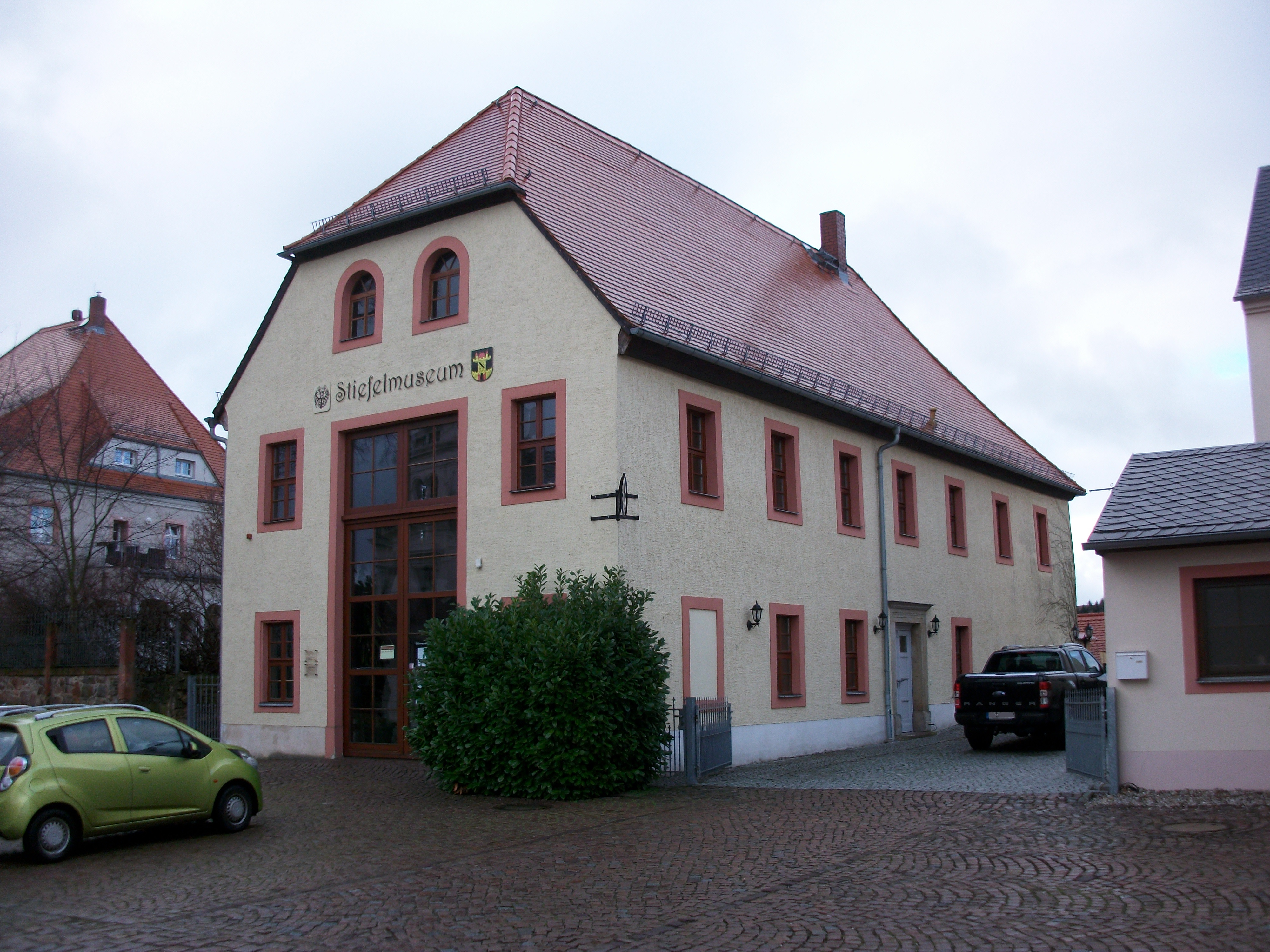
Laarzenmuseum, Leisnig
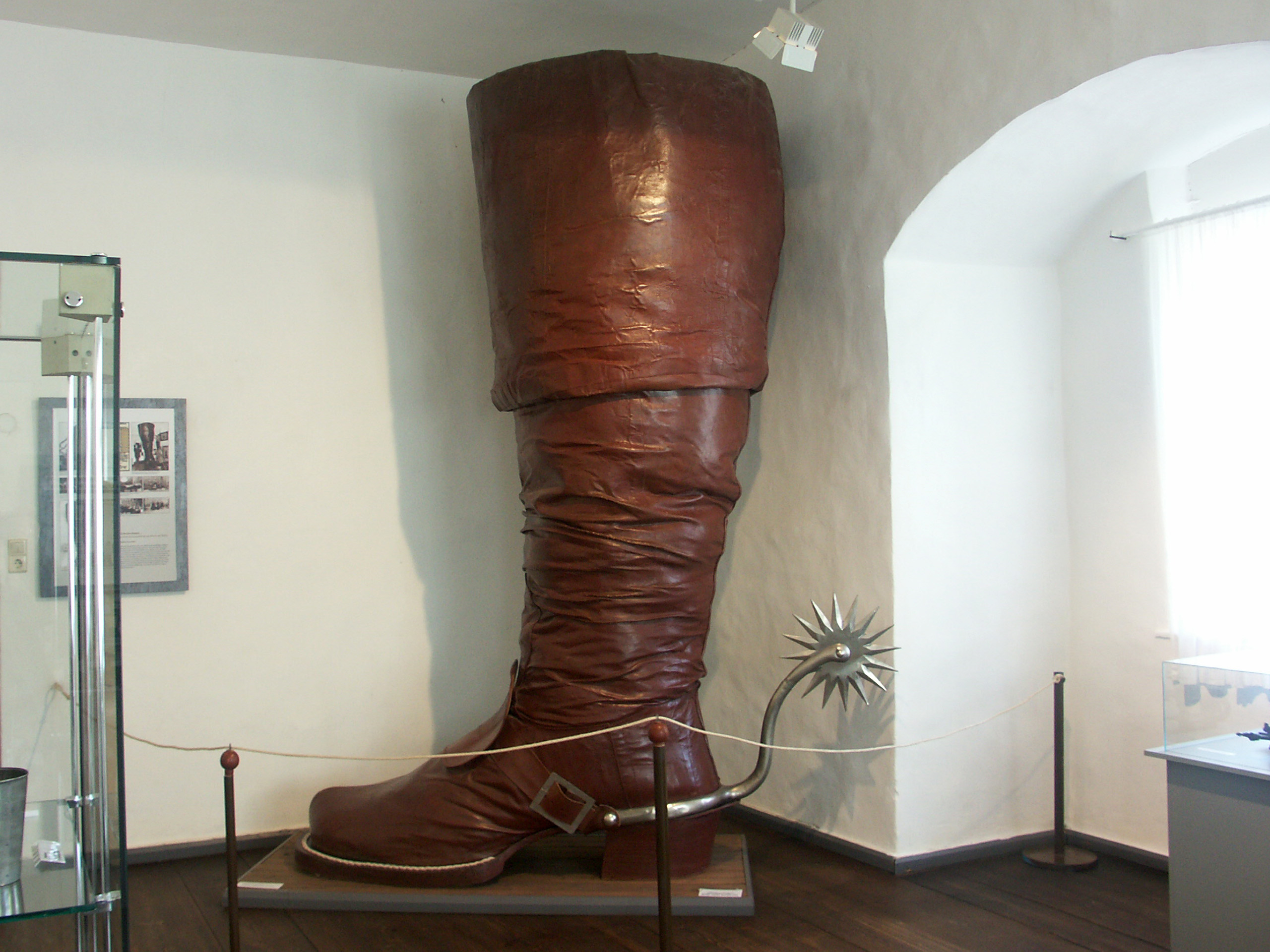
De reuzenlaars (1925) van Döbeln
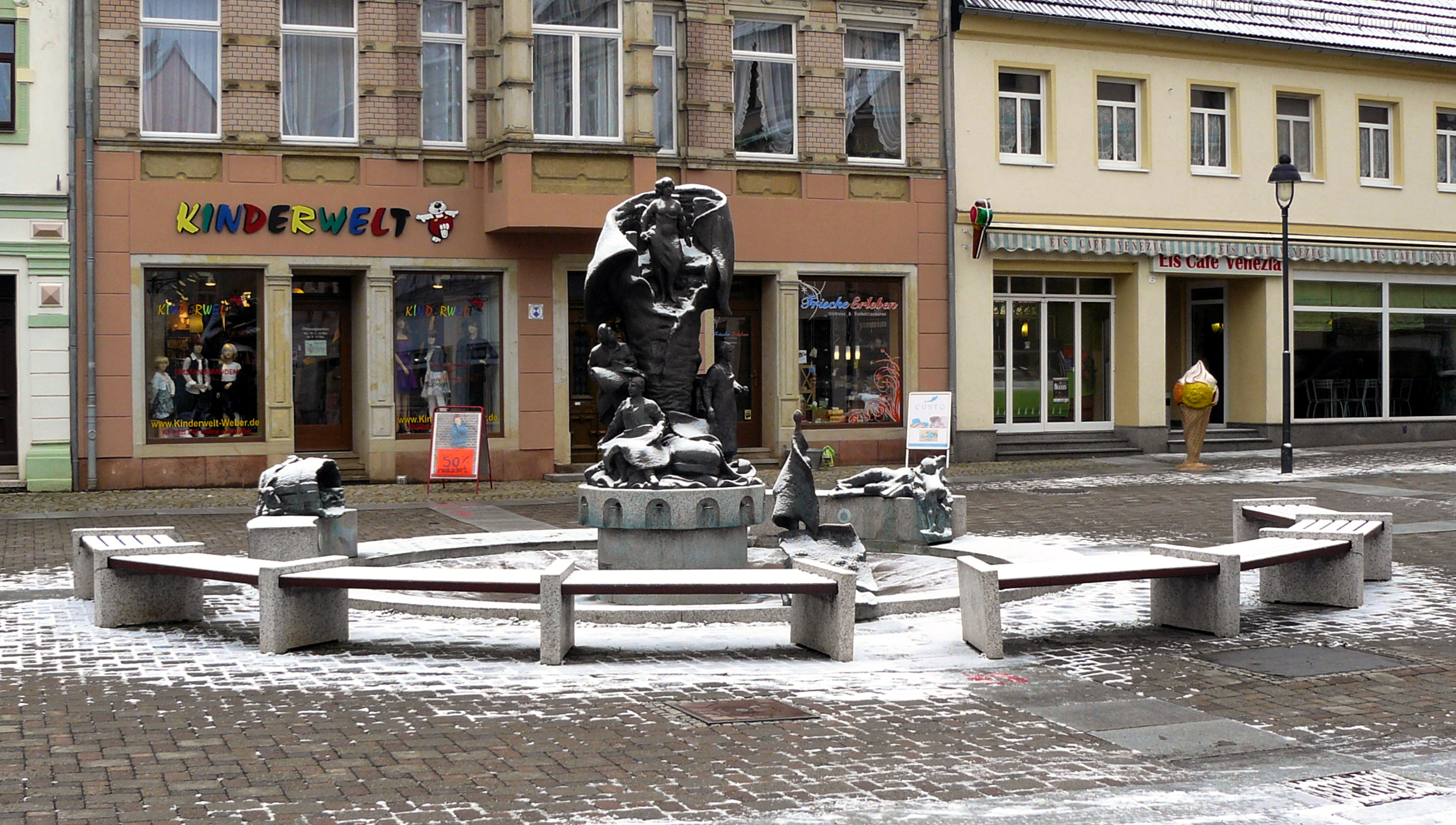
Döbeln, Stiefelbrunnen (Laarzenfontein; bouwjaar 2001)

Döbeln draagt de bijnaam Stiefelstadt (Laarzenstad).
De geschiedenis hierachter begon op kasteel Mildenstein te Leisnig, een stadje, dat evenals Döbeln aan de Freiberger Mulde ligt, maar 20 km verder stroomafwaarts. Rondom dit kasteel ontstond het stadje Leisnig, waar al in de middeleeuwen het gilde der schoenmakers het belangrijkste in de stad werd. Nog omstreeks 1850 waren daar 150 meester-schoenmakers actief. Daarna werden ze door een moderne schoenfabriek uit de markt geconcurreerd. Ook in Döbeln waren veel schoenmakers actief; hun gilde werd in 1325 opgericht. Het was gebruikelijk, dat de schoenmakers bij wijze van reclamestunt, of om hun vaardigheid te bewijzen, soms zeer kleine of juist zeer grote producten vervaardigden en ten toon stelden. In 1925 vierden de resterende schoenmakers van Döbeln het zesde eeuwfeest. Mede ter ere van de toenmalige president Hindenburg maakten ze een reuzenlaars van 1,85 meter zoollengte en 2,48 m hoogte. In 1957 werd deze in een hoekje van het stadhuis teruggevonden door een schoenmaker uit Leisnig, die de laars repareerde en meenam naar een museumvertrek in Kasteel Mildenstein in zijn stad. De inwoners van Döbeln beschouwden de laars echter als een stuk van hun historisch erfgoed, en er volgden verhitte discussies en zelfs een rechtszaak over waar de laars thuishoorde. In 2010 besliste de rechter ten gunste van Döbeln, en sedertdien is het stuk schoeisel daar weer terug.
De reuzenlaars van Leisnig  werd in 1996, 950 jaar na de stichting van Leisnig, door plaatselijke schoenmakers geproduceerd. Deze heeft een hoogte van 4,90 m, en de zool is 2,20 m lang; de laars bereikte een vermelding in het Guinness Book of Records. De tweede reuzenlaars te Döbeln, in 2003 gemaakt door schoenmakers uit zowel Döbeln als Leisnig, en gemakkelijker te transporteren dan die uit 1925, heeft een hoogte van 3,90 meter. Deze staat in het Brauhaus opgesteld, en wordt daarom wel de brouwhuislaars  genoemd.